# Relieur
L'artisan relieur est un professionnel du livre qui crée des reliures de manière artisanale en appliquant les techniques traditionnelles (débrocher, préparer et coudre les cahiers) ou plus modernes (encoller, emboîter la couverture). 
Bien que la couverture du livre et la nécessité de sa production soient aussi anciennes que le codex, l'histoire de la reliure situe le développement de celle-ci à la fin du Moyen Âge. Elle est restée une activité purement artisanale, jusqu'à ce que la production de machines à grande échelle s'établisse au XIXe siècle dans les maisons d'édition émergentes. L'artisan relieur d'aujourd'hui peut être amené à modifier des reliures existantes, soit dans le but d'effectuer une réparation simple, soit dans celui de lui donner une nouvelle apparence (unifier l'apparence d'une bibliothèque, par exemple). Il travaille de manière générale sur commande pour des particuliers ou des administrations publiques (bibliothèques, tribunaux, mairies, notaires). Il détermine avec son interlocuteur la nature du travail à effectuer, le type de reliure approprié, et sélectionne les matériaux adéquats tout en établissant un devis.
Le relieur peut être également restaurateur de livres anciens s'il y a été formé, mais les deux domaines sont distincts : le souci du relieur, surtout à partir du XXe siècle, est l'originalité et la qualité mise en avant dans son travail de création. Le restaurateur de livres anciens (dont la profession nouvelle est reconnue en tant que telle depuis les années 1980) doit savoir quant à lui « s'effacer » au profit de l'authenticité du document ancien sur lequel il travaille, en rendant son intervention la plus discrète possible.

## Conditions de travail
Cette profession s'exerce principalement en atelier et comprend parfois l'accueil de clients. Les étapes de fabrication sont assez nombreuses et les positions de travail sont assez variées (assis pour coudre, courbé pour presser, debout pour couvrir) en fonction de l’outillage utilisé (presse, rogneuse, appareil à relier, brocher, coupe-papier, table et plioir). L'organisation de l'activité du relieur dépend de ses choix professionnels, des exigences de sa clientèle et de l’ampleur de la demande. 
Il ne faut pas négliger le risque de développer dans certaines conditions des allergies aux poussières de papier et de carton. Les produits chimiques peuvent quelquefois être utilisés, mais le plus souvent pour le nettoyage et le blanchiment des papiers. Ce type de prestation n'est proposé que par quelques rares relieurs d'atelier privés. En effet, le travail du relieur sur la restauration du papier se limitant le plus souvent à la réparation de fonds de cahiers, déchirures ou manques. Le travail le plus important de la restauration s'effectuant sur la reliure en elle-même (couvrure cuir, couture, coins, etc.).

## Aptitudes
Source : fiche métier de l'Onisep
- Précision et délicatesse des gestes
- Patience et concentration
- Sens artistique et capacité d'adaptation
- Connaissances solides en histoire du livre.

## Travail traditionnel du relieur

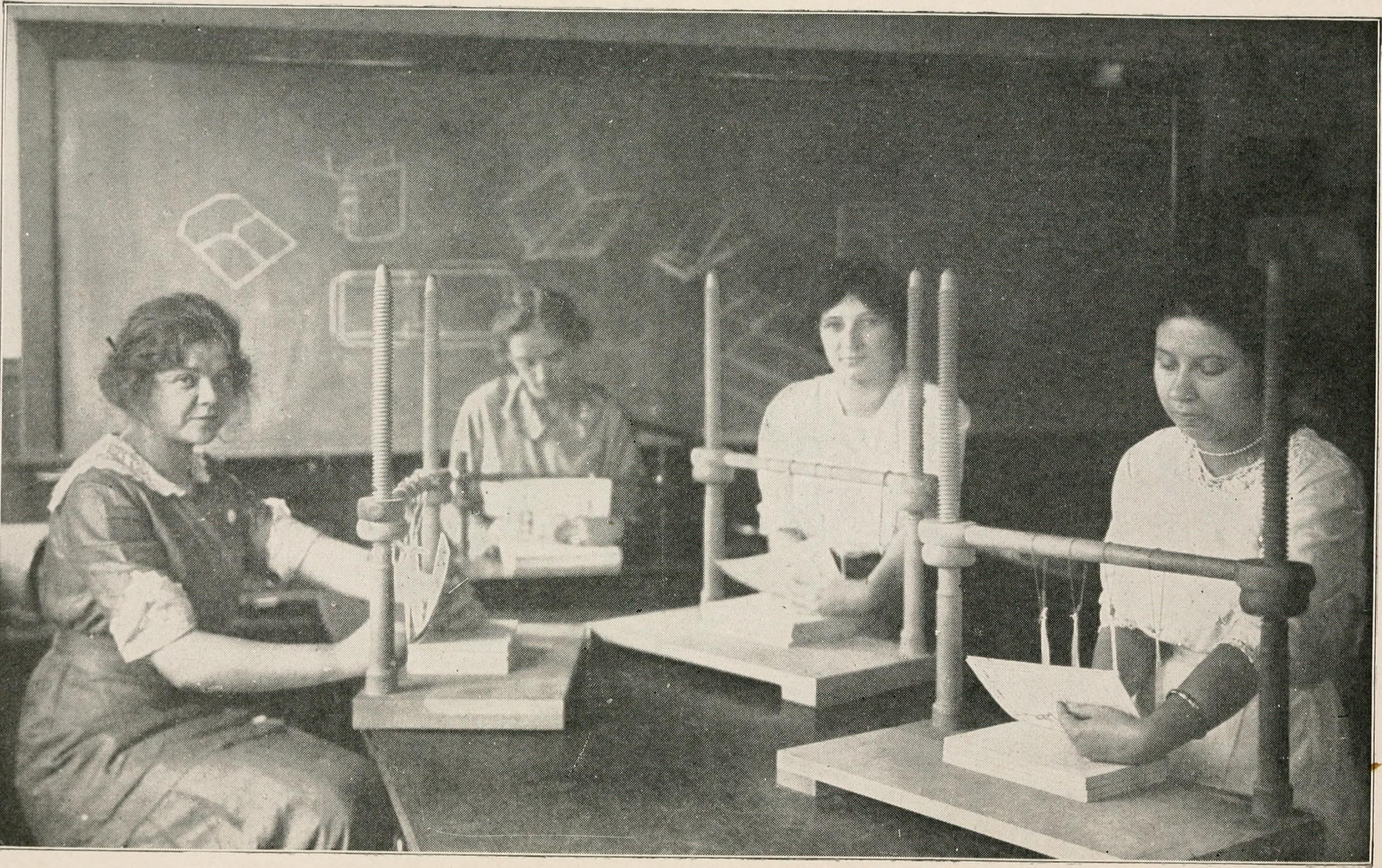
Brocheuses à l'école de reliure, en 1914.

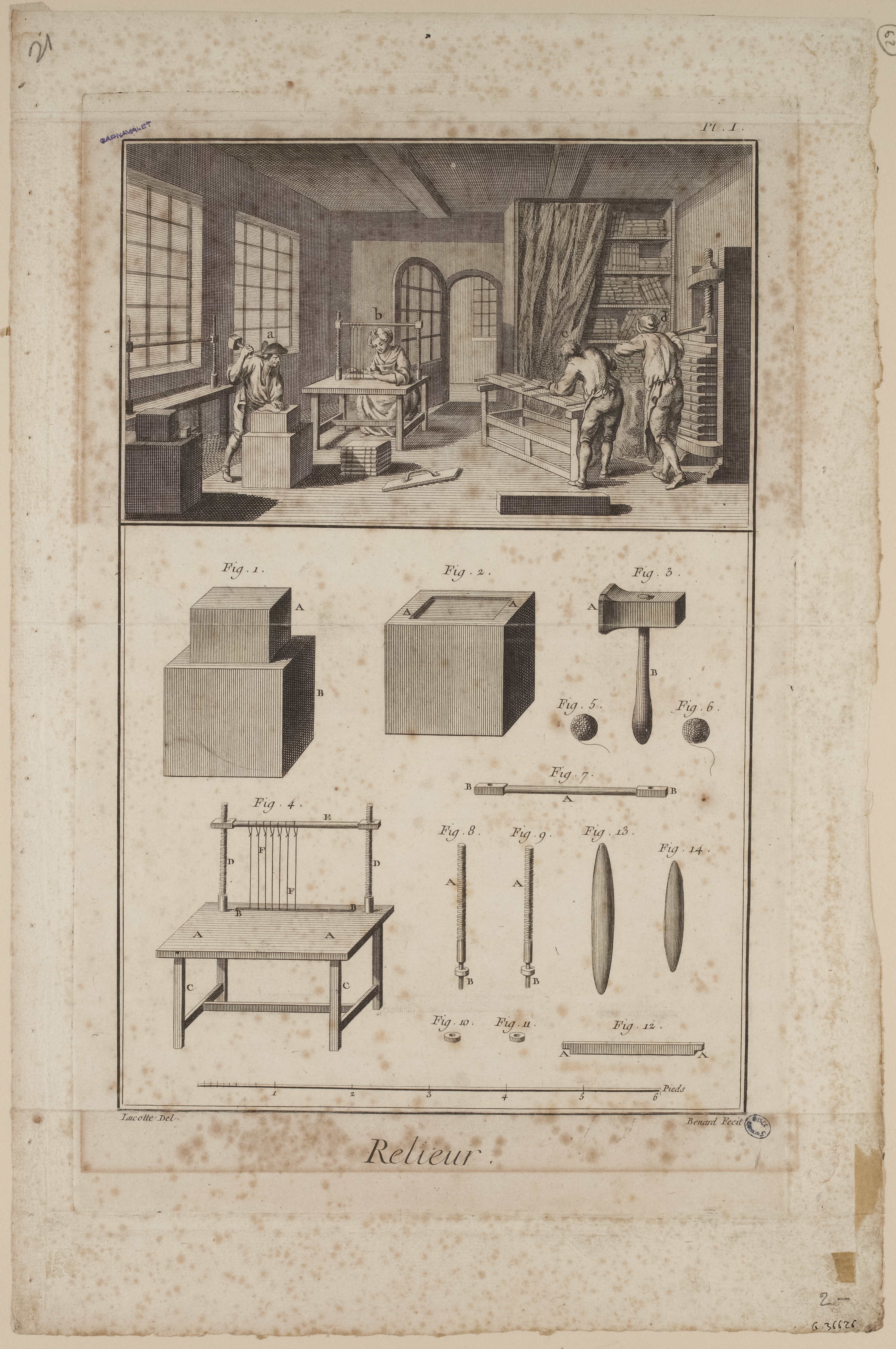
Estampe de Robert Bénard vers 1770.

Le relieur n'a plus à se préoccuper (comme il pouvait le faire jusqu'au XIXe siècle) de plier les feuilles qui lui arrivent de l'imprimeur (sauf s'il travaille pour un éditeur qui pratique des tirages limités). Il reçoit le livre broché, c'est-à-dire cousu rapidement et recouvert d'une couverture en papier fort. Son premier travail consiste donc à décoller cette couverture, à débrocher les cahiers et ôter soigneusement les traces de colle.
Autrefois, les cahiers étaient battus au marteau pour tasser le papier. Aujourd'hui, on les place sous une presse à percussion (qui permet de donner des coups pendant le serrage), où ils sont maintenus entre 24 et 48 heures. Après avoir été collationnés, les cahiers sont alors grecqués, ce qui consiste à pratiquer des incisions au dos du volume maintenu dans un étau. Ces incisions permettront de loger les ficelles ou de positionner les rubans sur lesquels le livre est cousu. Les grecques de tête et de queue serviront à dissimuler les nœuds de chaînette qui relient un cahier au suivant. Les cahiers sont ensuite cousus un par un sur le cousoir (un bâti sur lequel sont positionnés très précisément les ficelles ou les rubans). Pendant longtemps, cette opération de couture (ou cousure) était réservée aux femmes, dans les grands ateliers qui employaient plusieurs personnes. On appelait ces ouvrières brocheuses.

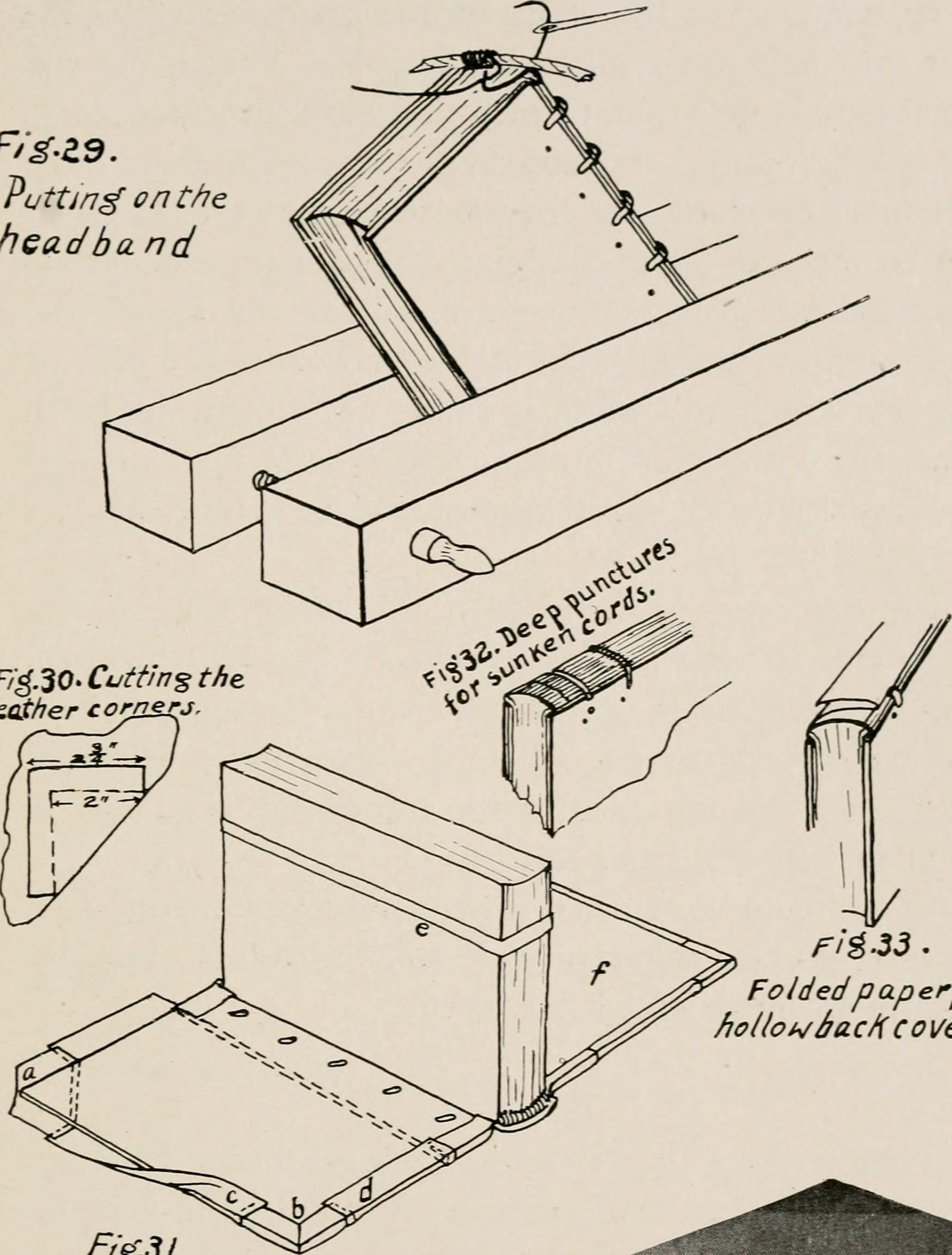
Planche montrant les étapes de tranchefilage, de couvrure, de grecquage et de collage des papiers à dos.

Une fois cousu, le livre est encollé au dos. Quand la colle est sèche, on arrondit le dos en frappant à plat avec un marteau à endosser. C'est l'arrondissure. Puis on forme les « mors » en plaçant le livre dans un étau à endosser et en rabattant à 90° les fonds des cahiers de début et de fin, toujours au marteau (opération autrefois réservée aux hommes). C'est contre les mors que viendront s'appuyer les plats. On en profite pour rectifier l'arrondissure. On colle alors une mousseline sur le dos. Dans un étau, le livre peut être rogné en tête, avec un « fût à rogner ». Il peut parfois n'être que poncé. Une tradition relativement récente veut que l'on ne touche qu'un minimum à la gouttière et à la queue, qui ne sont qu'ébarbées avant la couture.
On fabrique ou met en place les tranchefiles et le signet, puis on rattrape les épaisseurs avec des papiers kraft ou goudron, soigneusement poncés une fois secs, pour que le dos soit définitivement solide et sans aspérités. À ce stade, le livre est relié de facto. 
Si l'on fait une reliure traditionnelle, les ficelles qui dépassent du dos sont alors passées par-dessus (en leur taillant un logement) puis par-dessous les cartons des plats, où elles sont aplaties en éventail (passure en carton) et collées en place. L'ensemble est alors recouvert soit en demi-reliure (toile ou cuir sur le dos et papier sur les plats), soit en plein cuir. Pour un Bradel, les plats sont collés sur un faux dos et l'ensemble sera recouvert avant d'être emboîté à l'ouvrage par collage sur les premières gardes blanches (et les éventuelles gardes couleur). Le tout est de nouveau remis en presse jusqu'au lendemain. En dernier, interviendra le travail de dorure pour les titres et les éventuels motifs décoratifs.
Cette description n'est que très succincte, et certaines opérations n'ont pas été évoquées. Leur ensemble prend plusieurs heures. Mais compte tenu des temps de séchage et de mise sous presse, c'est bien plusieurs jours qu'il faut compter pour obtenir un livre fini.

## Outils et matériaux

### Pour la reliure

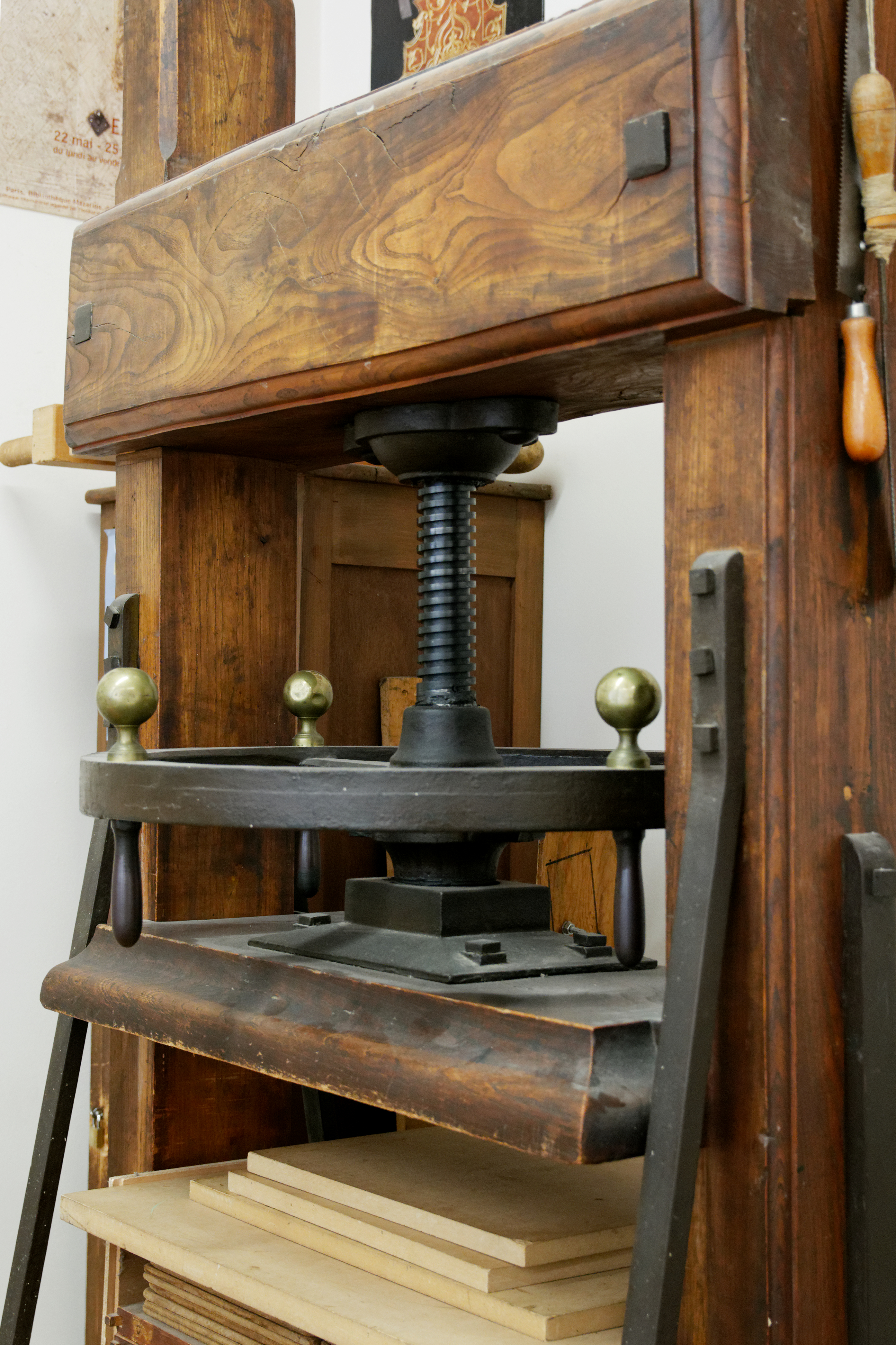
Presse à percussion, permettant de chasser l'air des cahiers à plusieurs reprises lors de la réalisation d'un livre.

Le relieur peut utiliser des outils courants de découpe et de travail du cuir (alênes, couteaux), ainsi que des outils classiques mais adaptés à ses besoins.

#### Petit matériel
- Ais en bois, pour mettre les livres sous presse ;
- Chevillettes (ou clavettes), pour attacher les ficelles au cousoir ;
- Cousoir, pour coudre les cahiers ;
- Fût à rogner (ou massicot), pour rogner les tranches des livres ;
- Tas à battre : en fonte, sur lequel on vient rabattre les ficelles au marteau ;
- Tas en plomb : pour amortir les coups de marteau sous le poinçonnage ;
- Marteau à battre ;
- Marteau à endosser : pour rabattre les dos de cahiers dans l'étau;
- Poinçons ronds, pour passer les ficelles en carton ;
- Poinçons plats, pour passer les rubans en carton ;
- Pince à nerfs, pour marquer les faux nerfs sur le dos des livres après la couvrure ;
- Pierre à parer, surface plane sur laquelle on amincit le cuir ;
- Pinceaux
- Presse à tranchefiles, permet de maintenir le livre en position debout pour tranchefiler ;
- Presse de fouettage, pour fouetter les nerfs après la couvrure ;
- Couteau à parer, pour amincir le cuir ;
- Couteau à élaguer (ou scalpel), pour couper le cuir en biseau ;
- Compas à vis, pour mesurer l'intervalle entre les grecques des cahiers, avant la couture ;
- Trace-coins, pour tracer des coins égaux sur les demi-reliures ;
- Plioirs (en os ou en téflon) ;
- Plioirs en bois (buis), pour chasser la colle en presse de mousseline ;
- Équerre plate, pour positionner les faux nerfs sur une carte à dos ;
- Équerre à talon, pour placer le dos du livre « d'équerre » après son encollage ;
- Fer à polir, pour polir le cuir ;
- Scie à grecquer, pour fendre les fonds de cahiers avant la couture ;

#### Gros matériel
- Presse à percussion, pour mettre les livres sous presse
- Cisaille à cartons
- Cisaille à papiers
- Étau à endosser, pour coucher les cahiers et créer des « mors » après arrondissure du dos
- Massicot (à partir du 19e siècle)

#### Matériaux
- Cuir ;
- Toile, papier, parchemin, etc. ;
- Colles spéciales, dont colle d'amidon (« colle de pâte »), colle vinyle, colle de peau ;
- Ficelle de chanvre, ruban de soie et fil de lin pour la couture des cahiers ;
- cirages et graisses pour cuir.

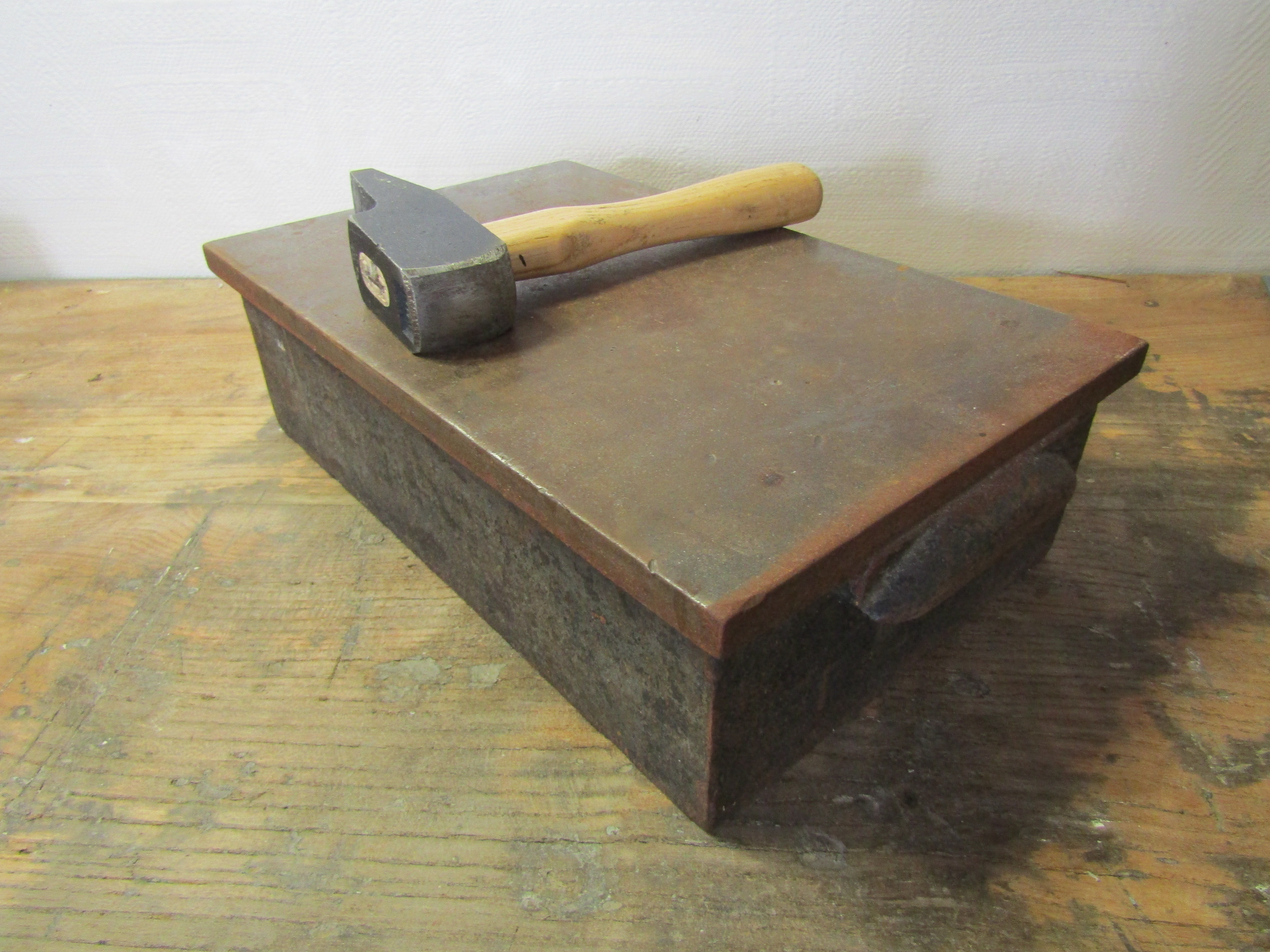
Tas à battre.
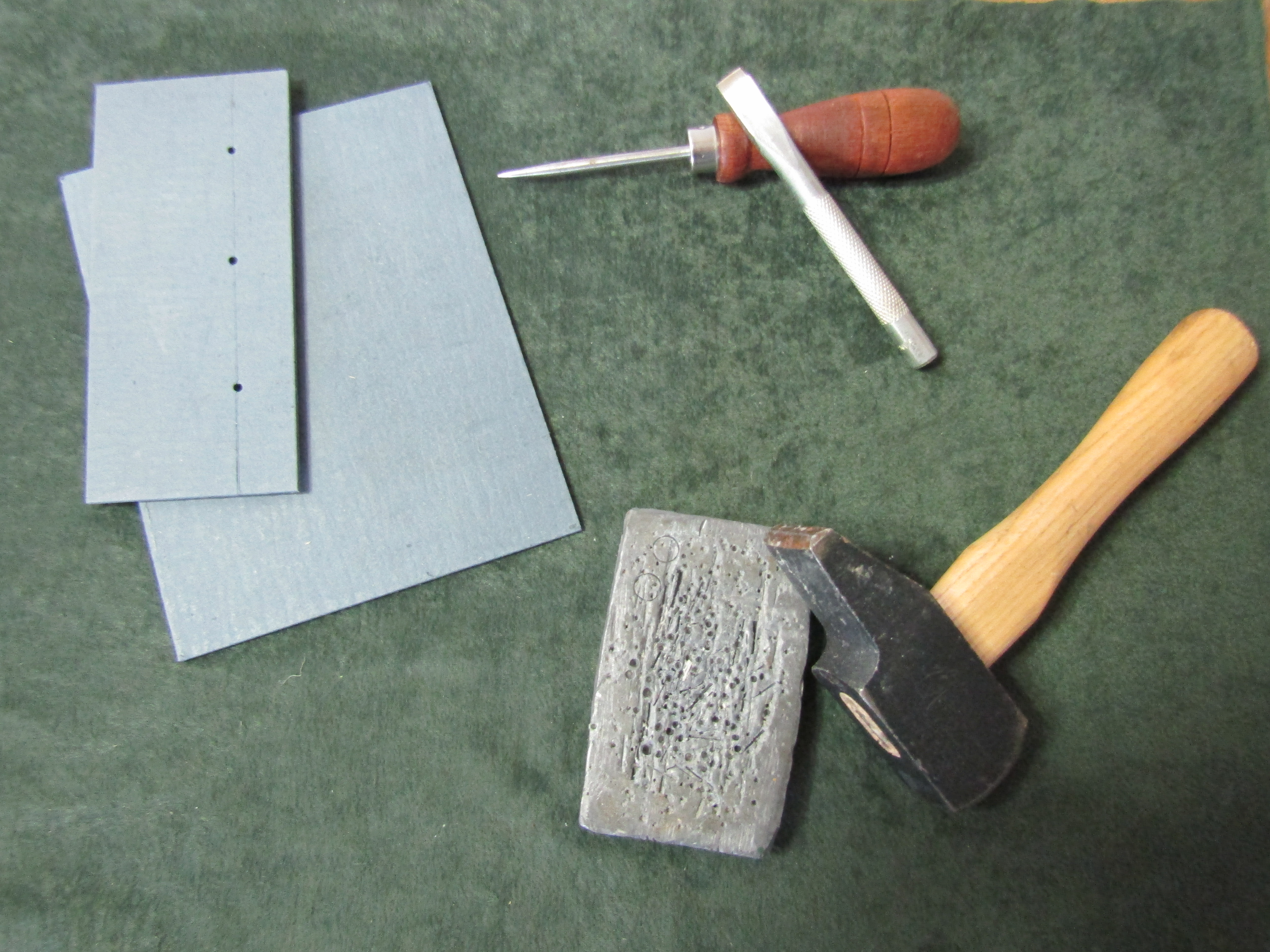
Poinçons et tas en plomb.
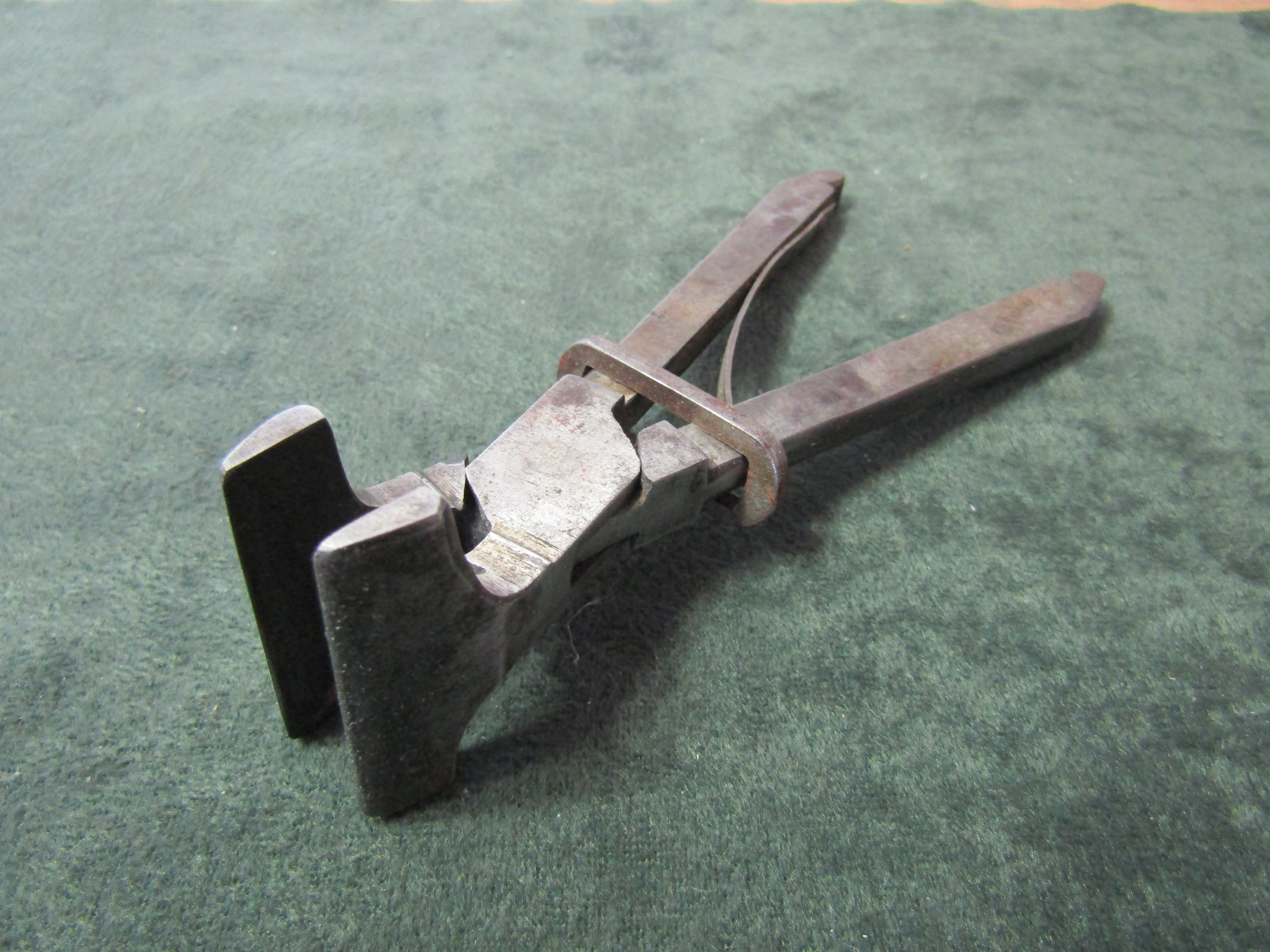
Pince à nerfs.
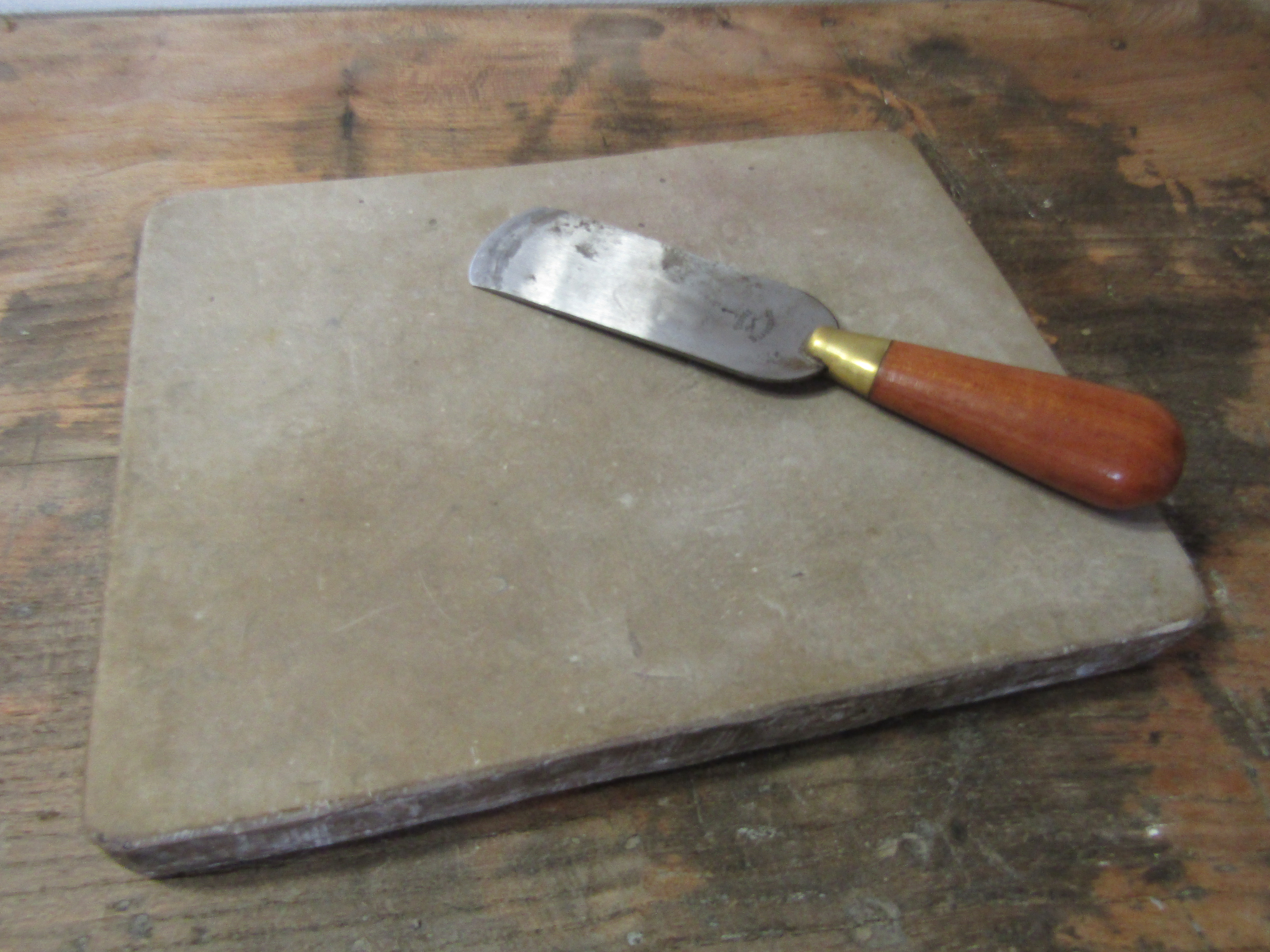
Pierre et couteau à parer.
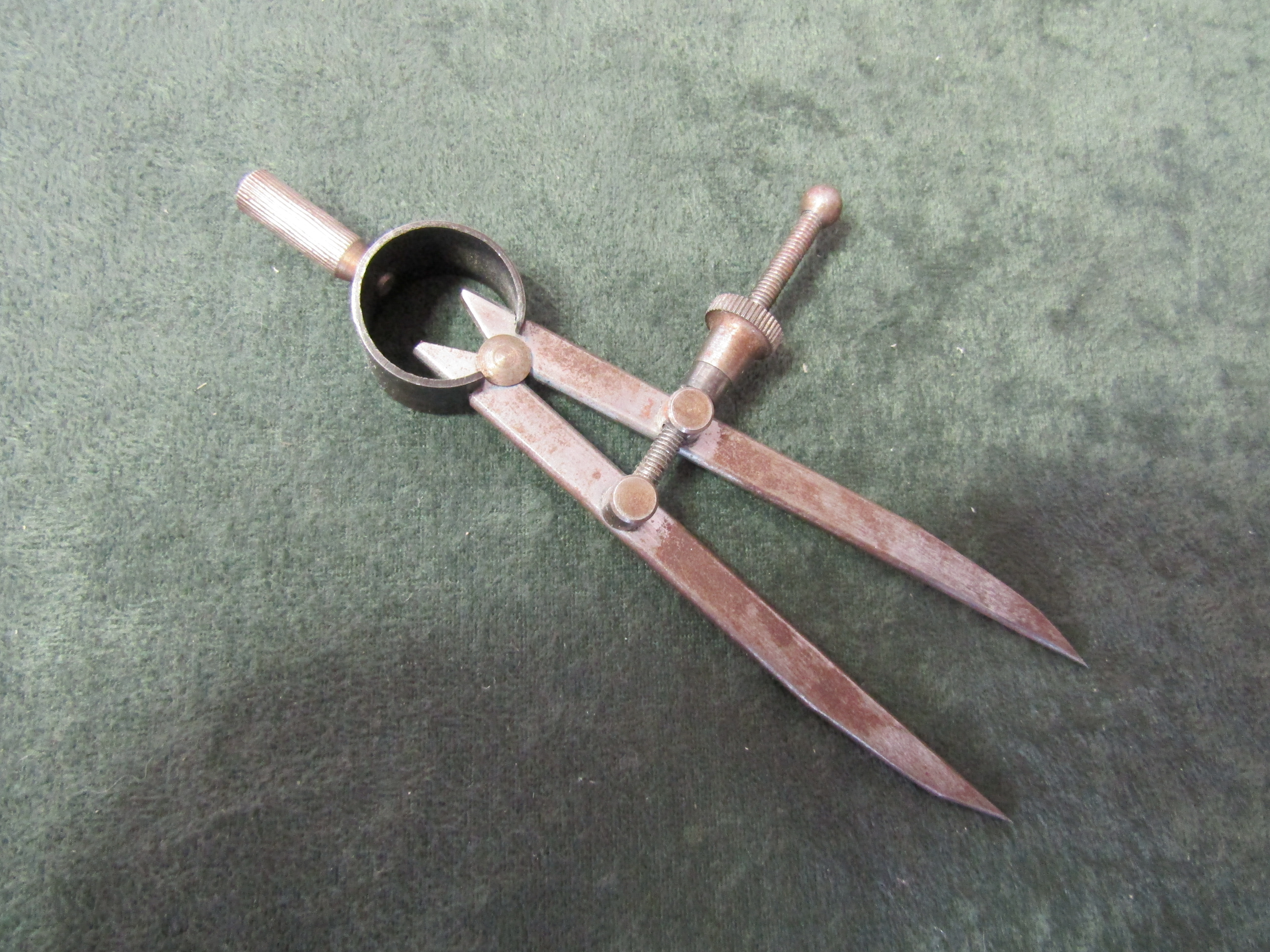
Compas à vis.
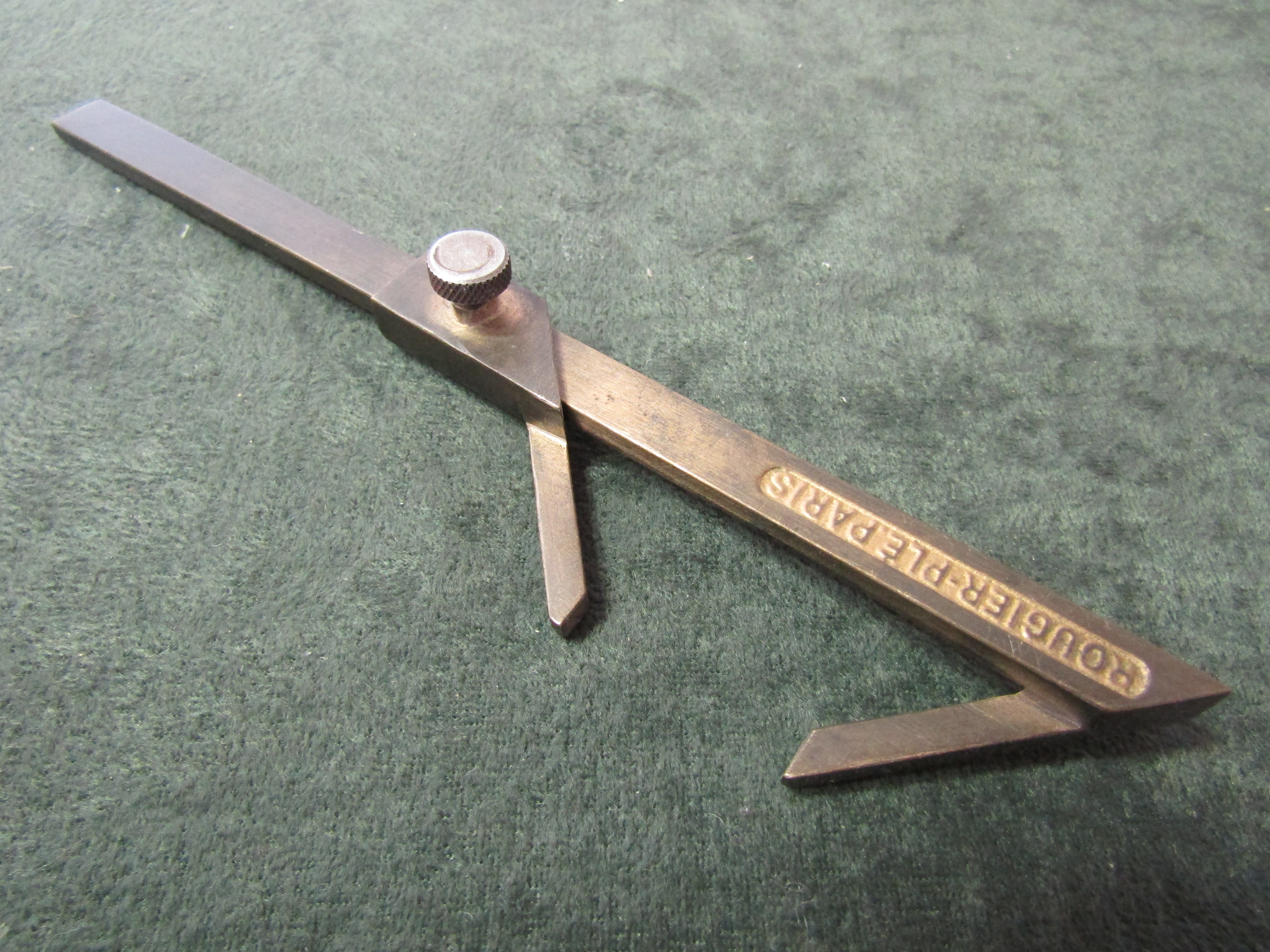
Trace-coins.
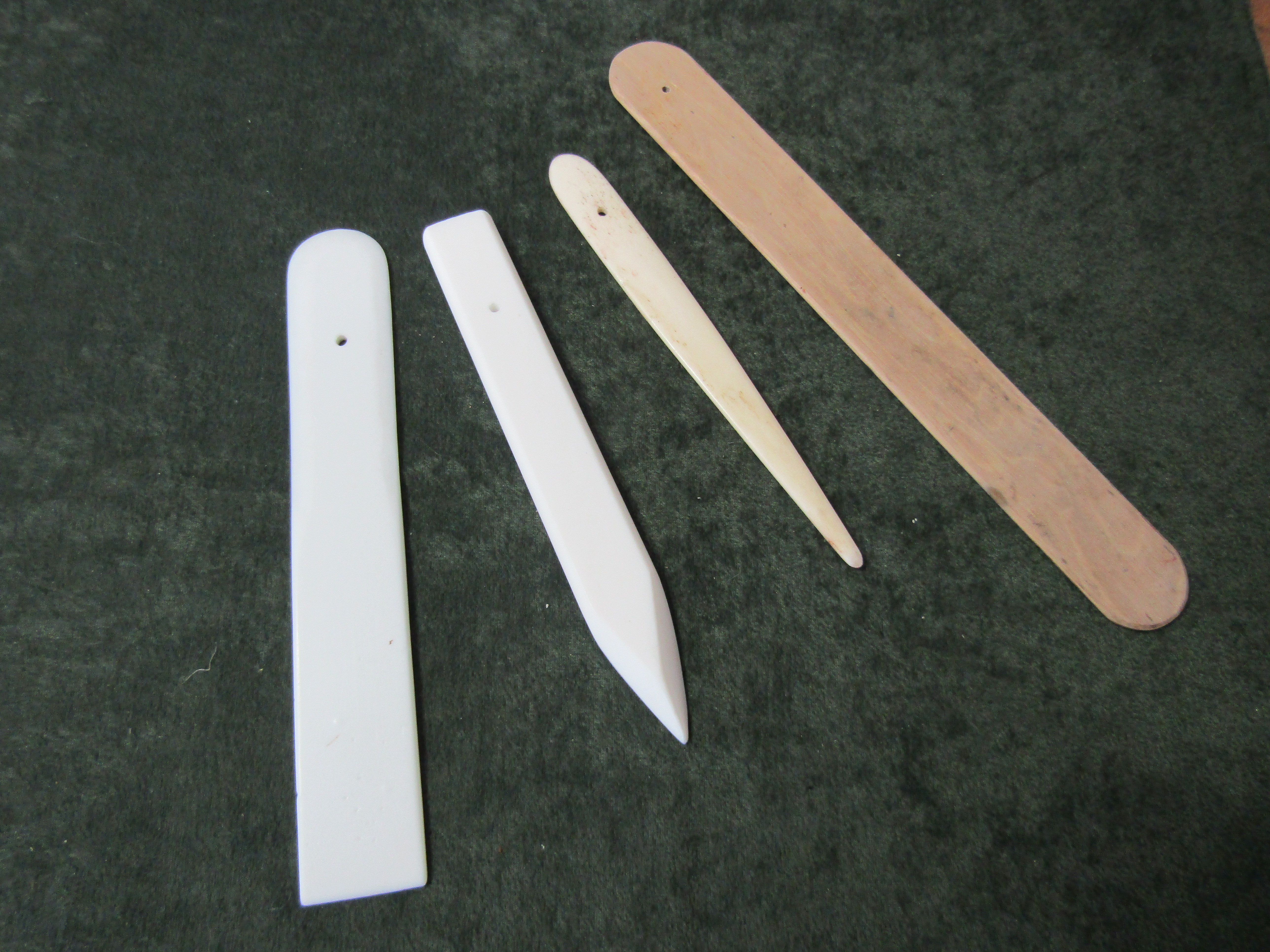
Différents plioirs.
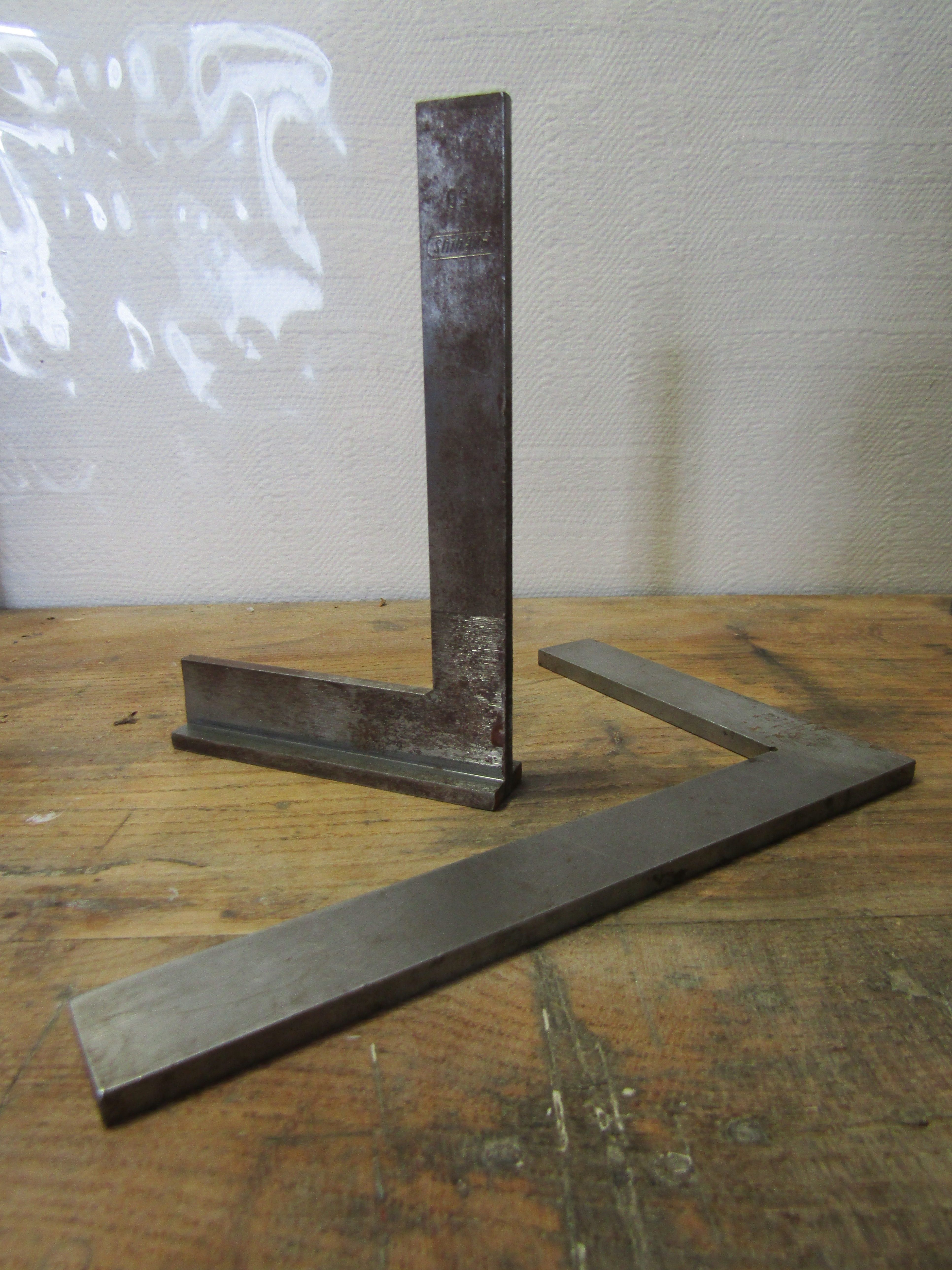
Équerres plate et à talon.
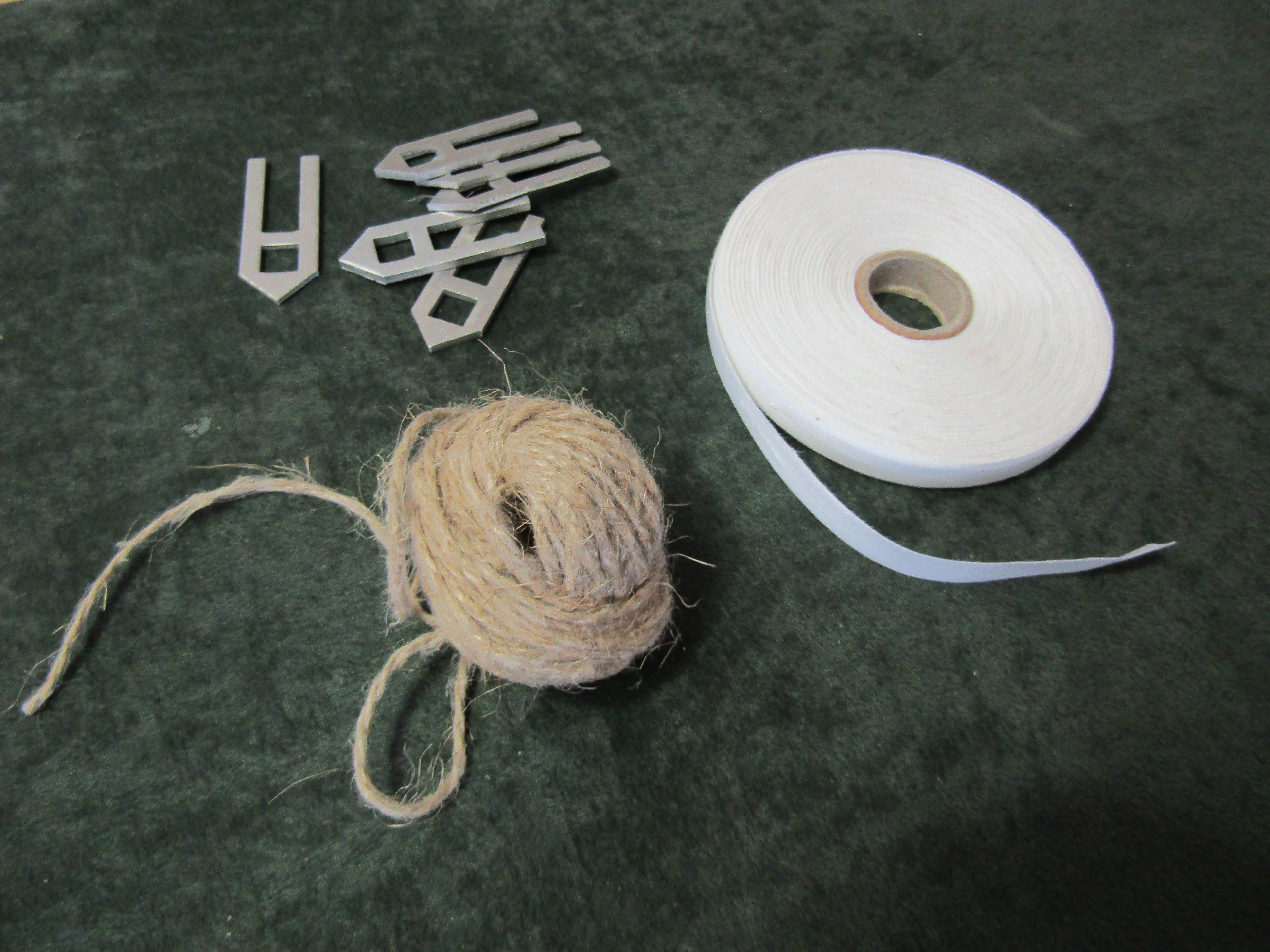
Ficelle, ruban et clavettes.
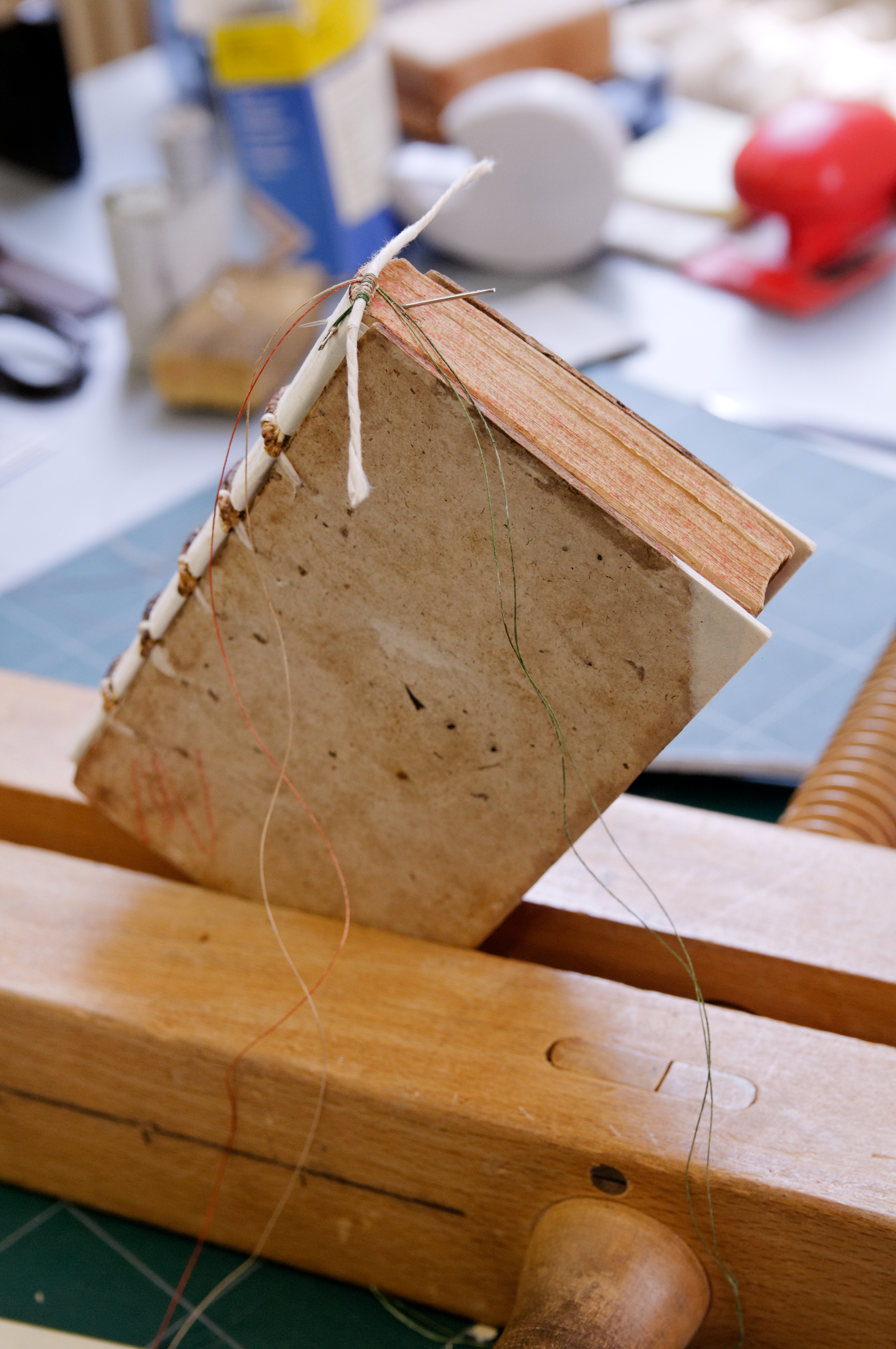
Presse à tranchefiles.
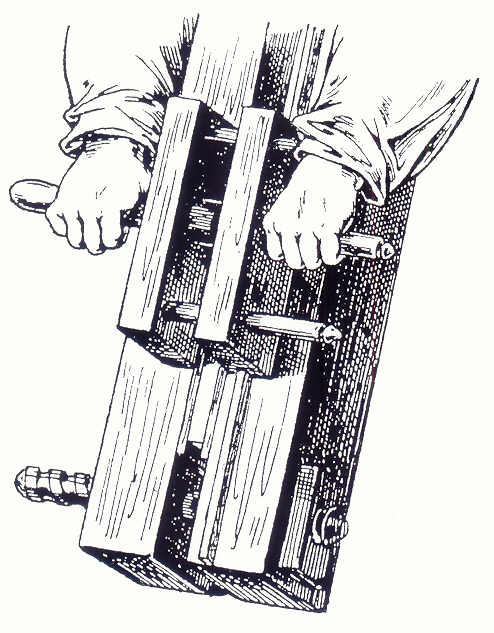
Fût à rogner.
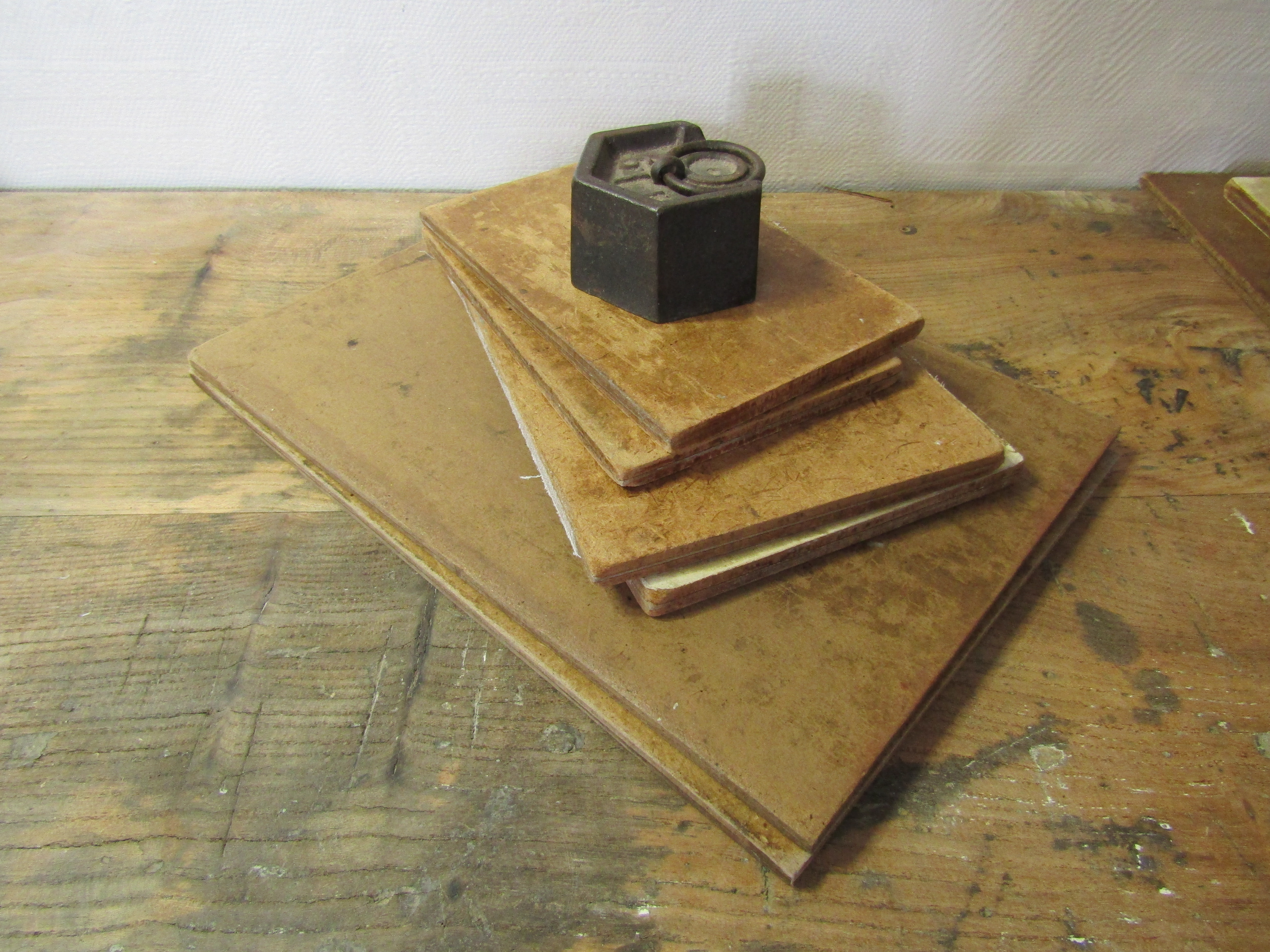
Ais en bois.
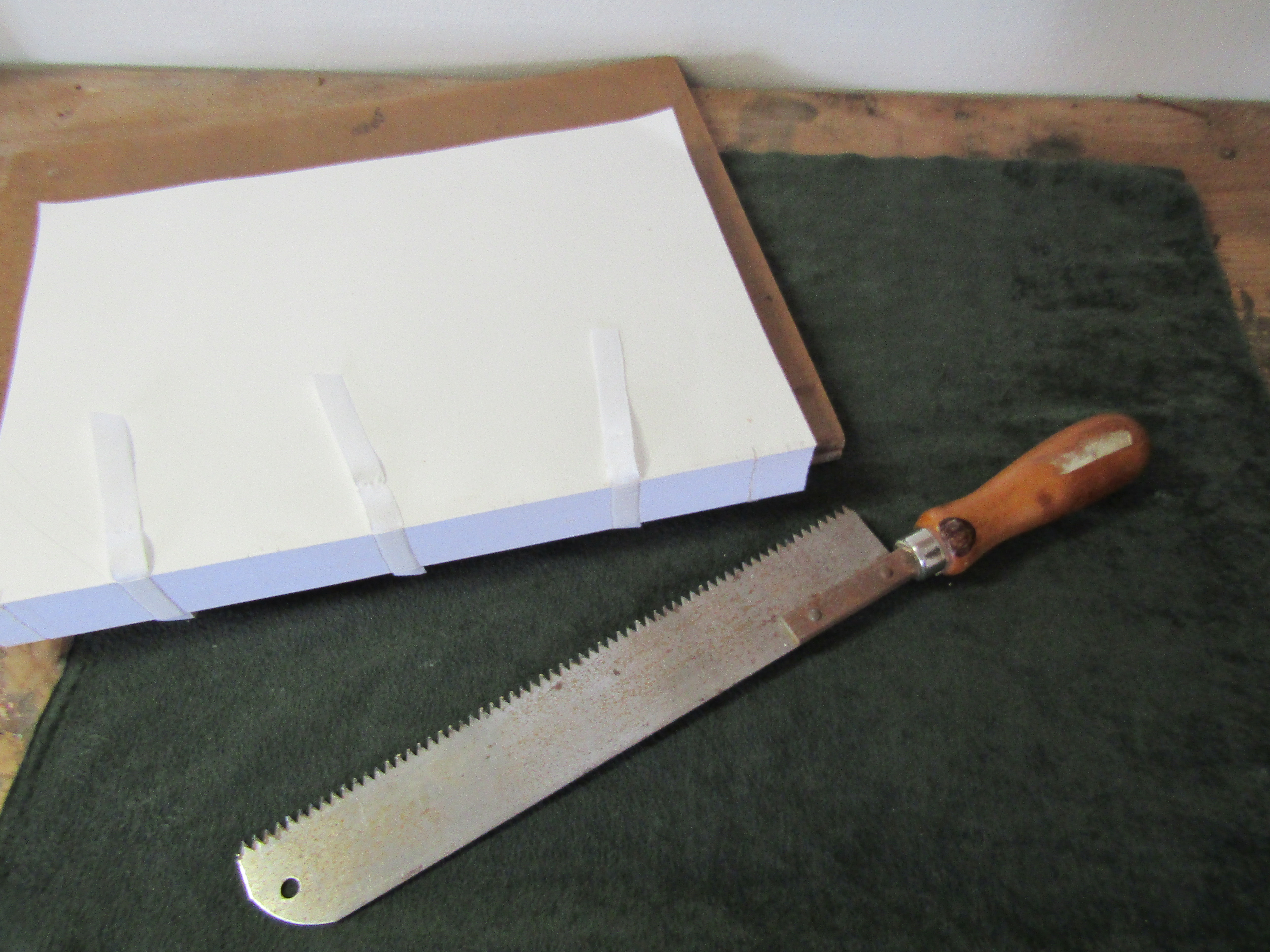
Scie à grecquer.
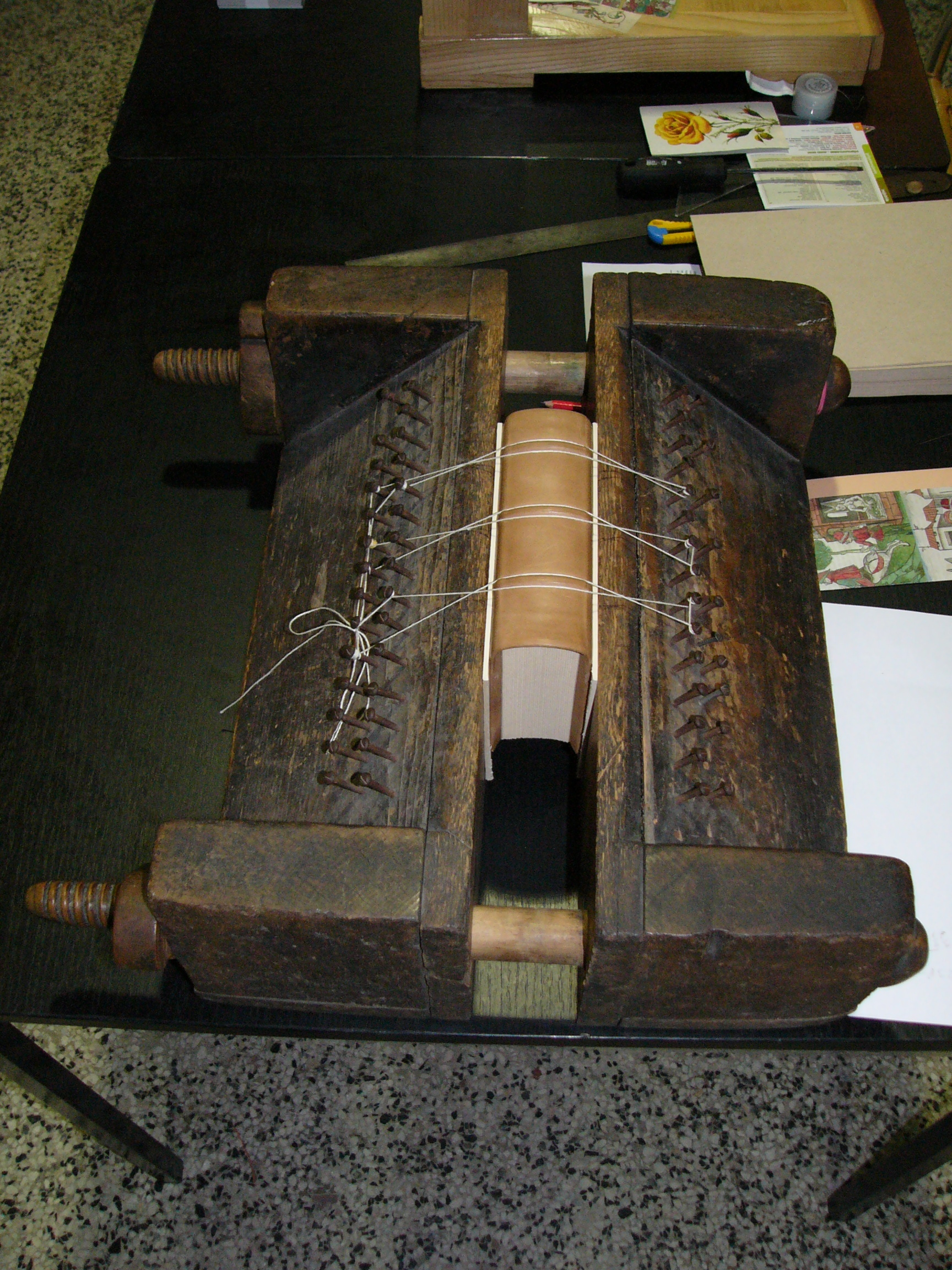
Presse de fouettage.
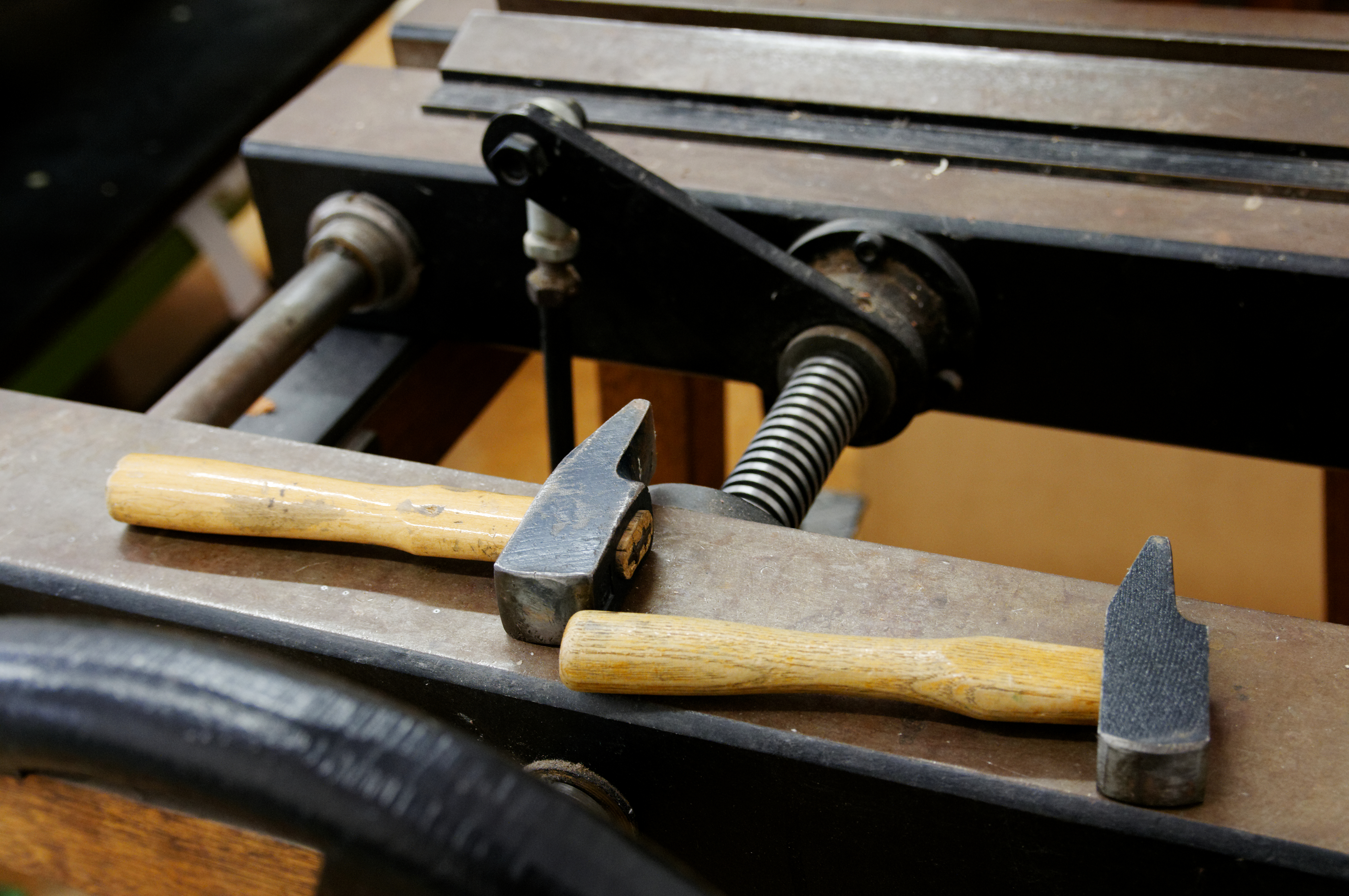
Étau à endosser.
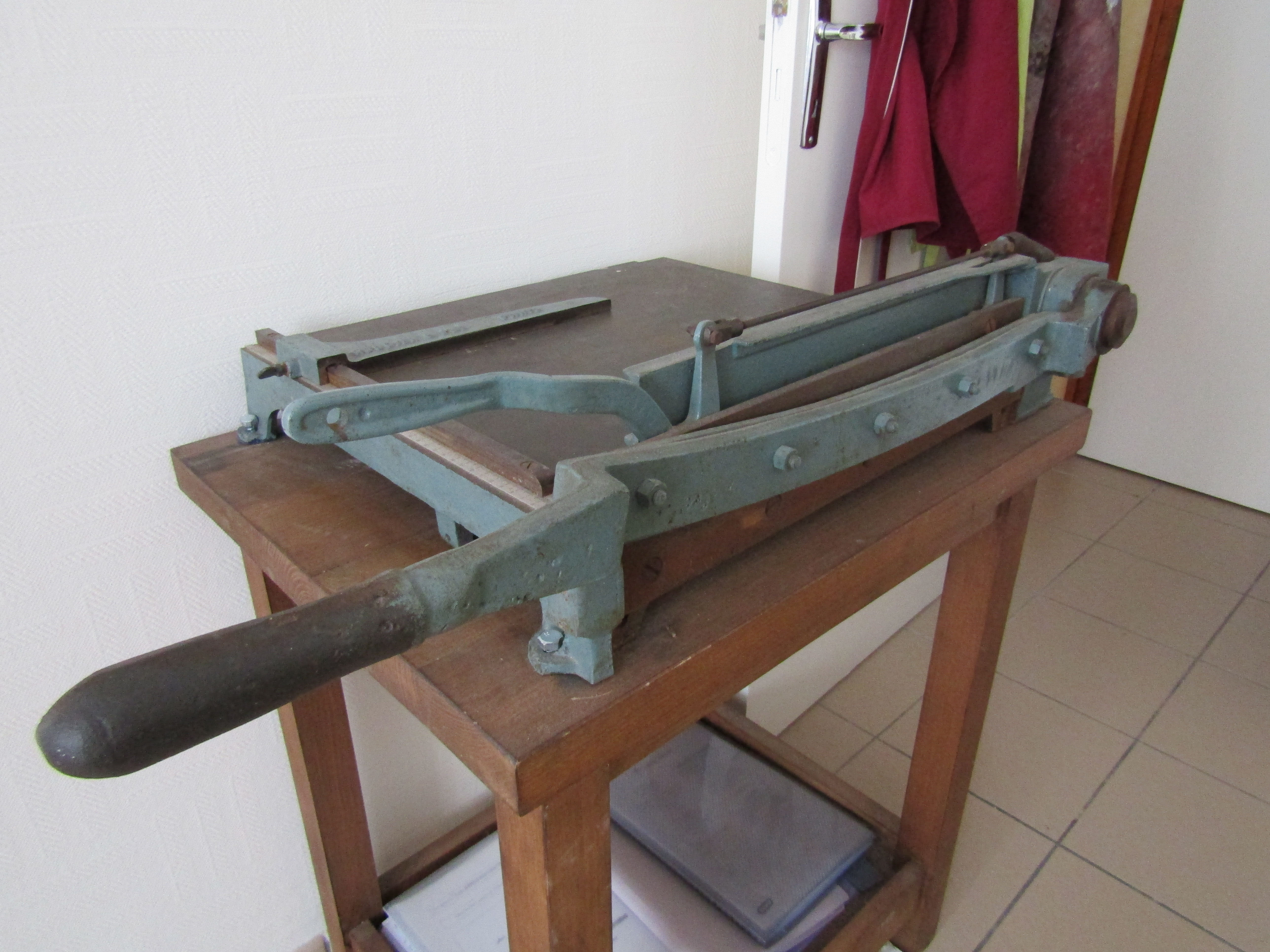
Cisaille à papiers.
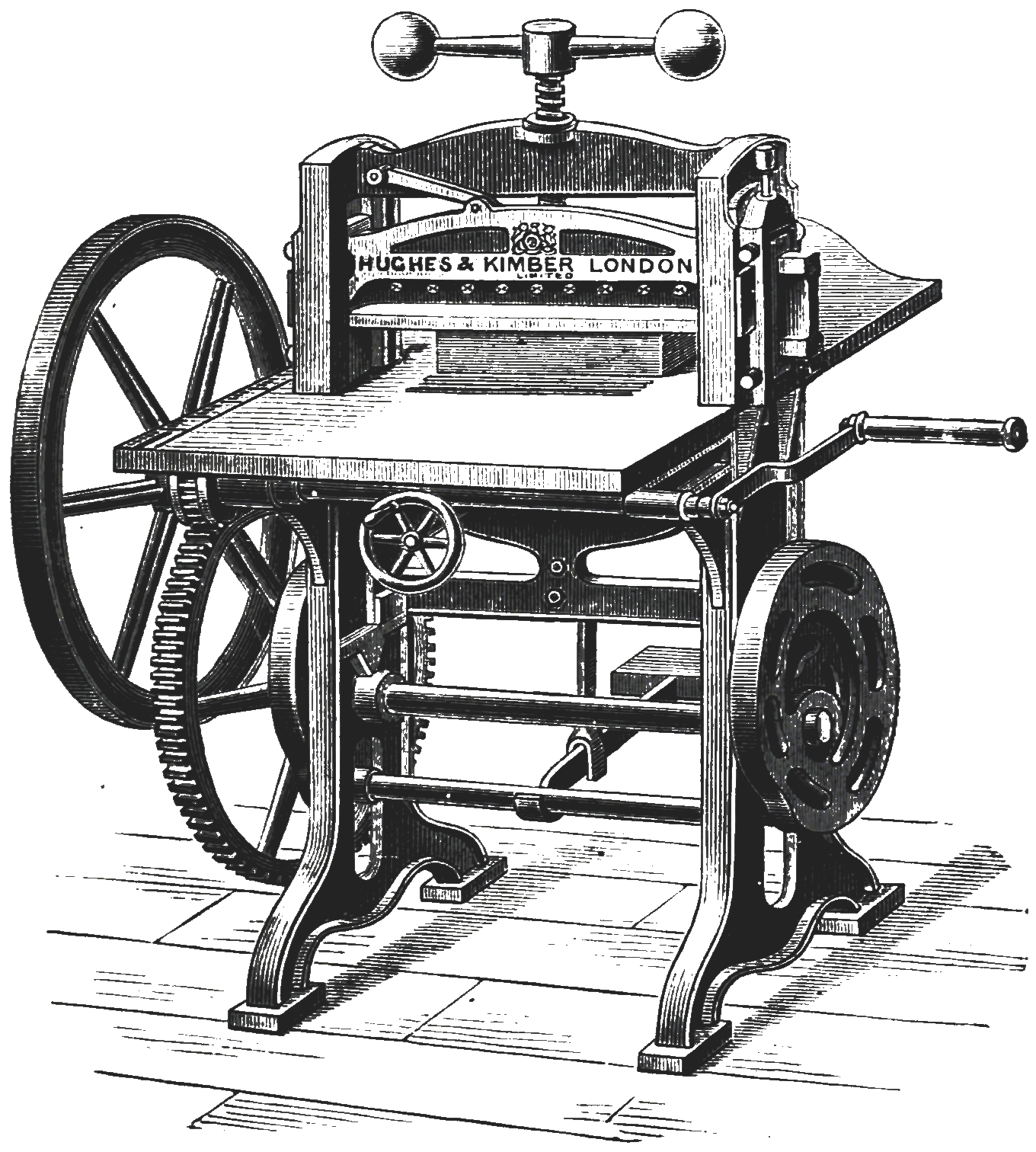
Massicot manuel.
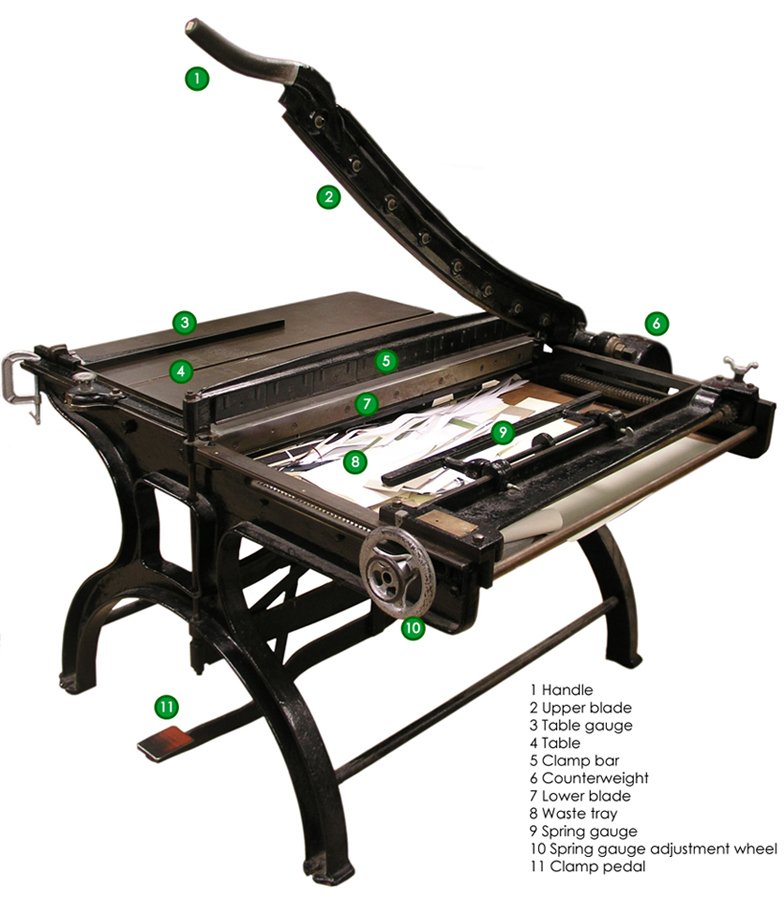
Cisaille à cartons.

### Pour la dorure
- Feuille d'or ;

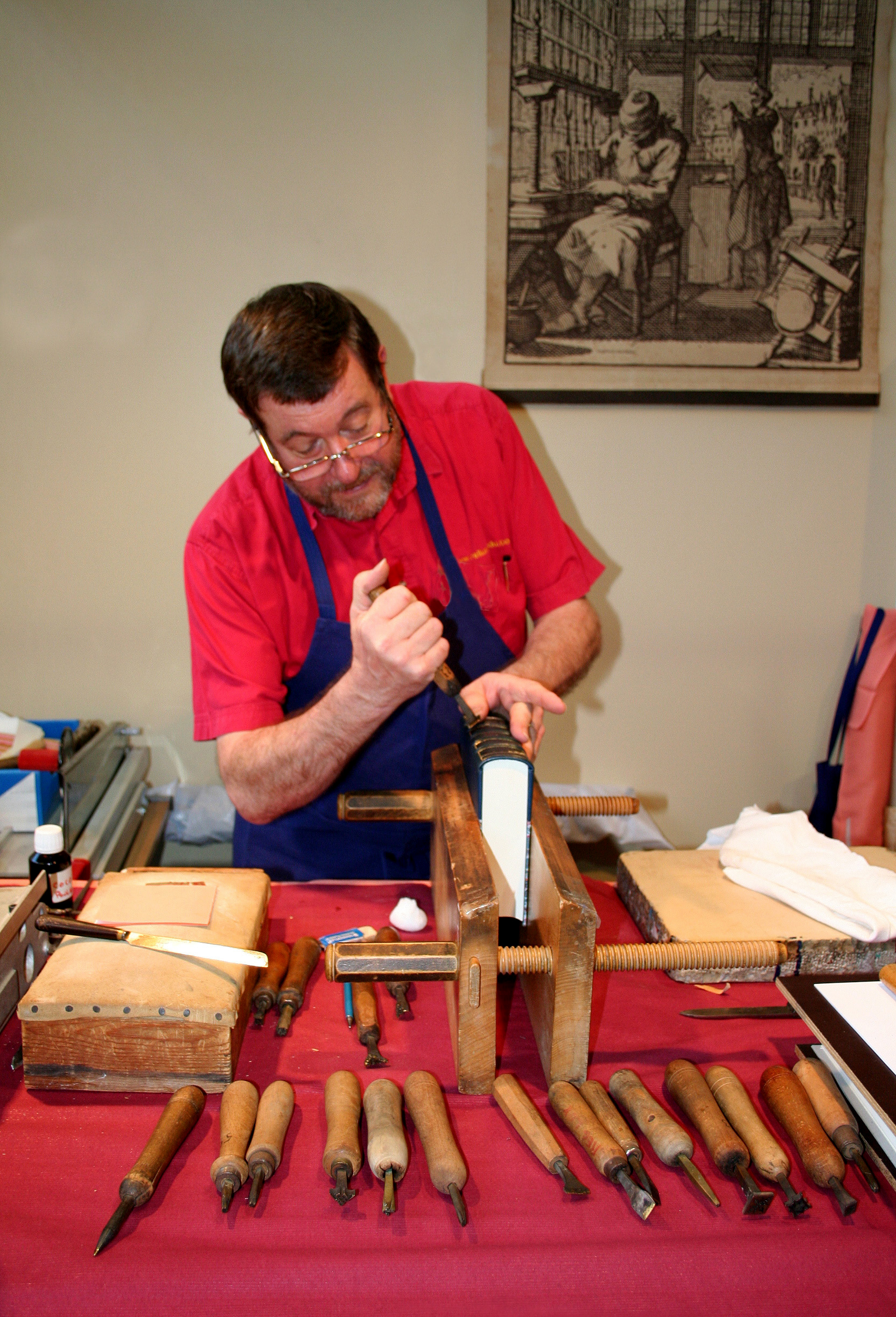
Un doreur en train de dorer un livre.

- Films dorés ou de couleur (pour les reliures plus modernes) ;
- Couteau à or, pour découper les feuilles d'or ;
- Coussin à or, sur lequel on « couche » puis découpe l'or ;
- Fleurons ou fers à dorer, traditionnellement en bronze, sur manches en bois ;
- Palettes ornées, traditionnellement en bronze, sur manches en bois ;
- Roulettes ornées, traditionnellement en bronze, sur manches en bois ;
- Filets simples, doubles et courbes, traditionnellement en bronze, sur manches en bois ;
- Polices de caractère (Elzévir l'intemporelle et la plus courante, mais aussi Didot (19e), Bâton (20e), etc.) ;
- Composteurs, permettant d'aligner les caractères et composer les titrages modernes (inventés à la fin du XVIIIe siècle[a 1]) ;
- « Lettres tiges », des lettres sur manches (utilisées surtout avant l'apparition des composteurs) ;
- Fixor, solution à diluer et à appliquer sur le cuir avant dorure, pour fixer l'or ;
- Pierres d'agathe ou brunissoir, pour polir et faire briller l'or.

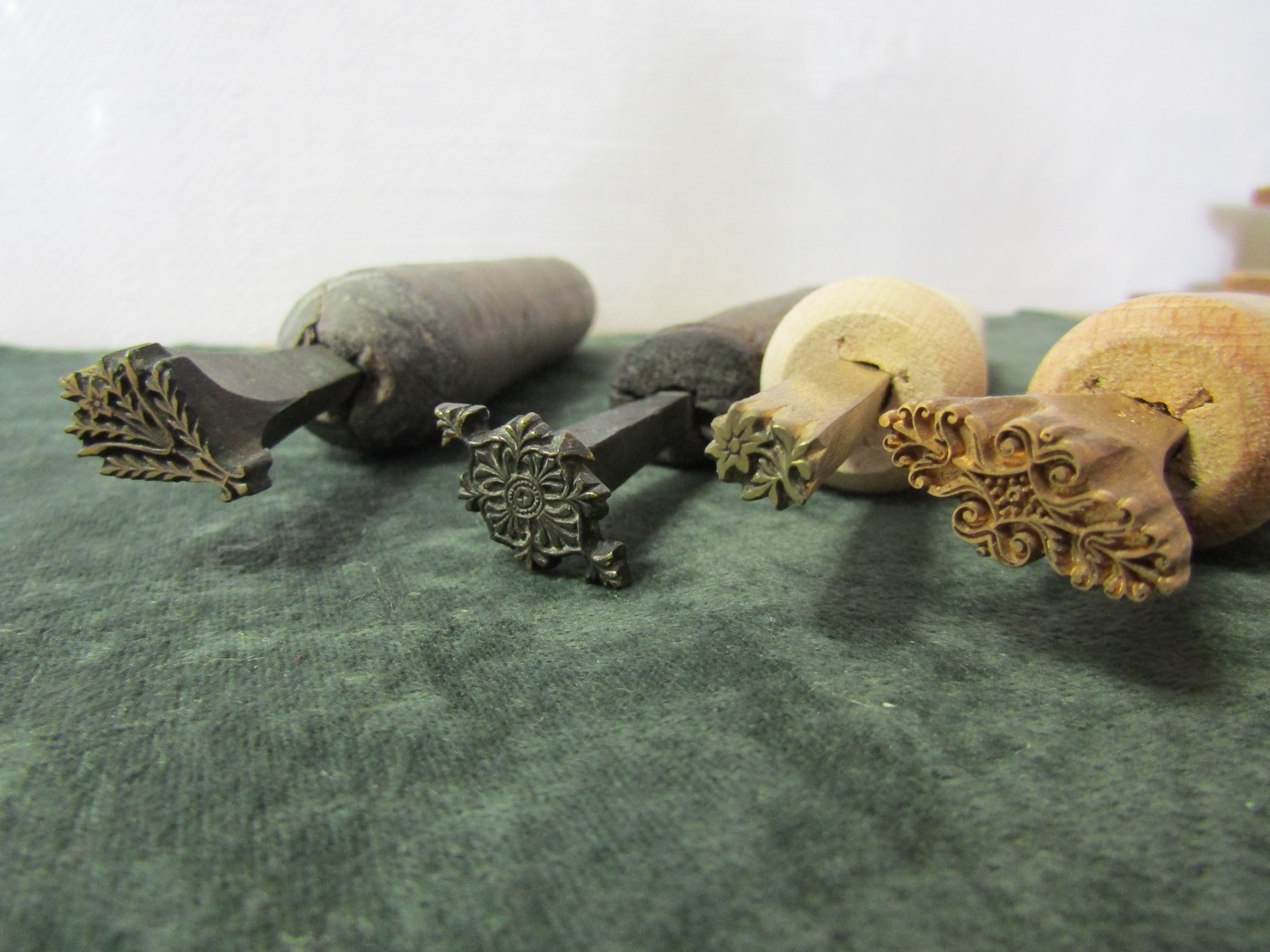
Fleurons en bronze.
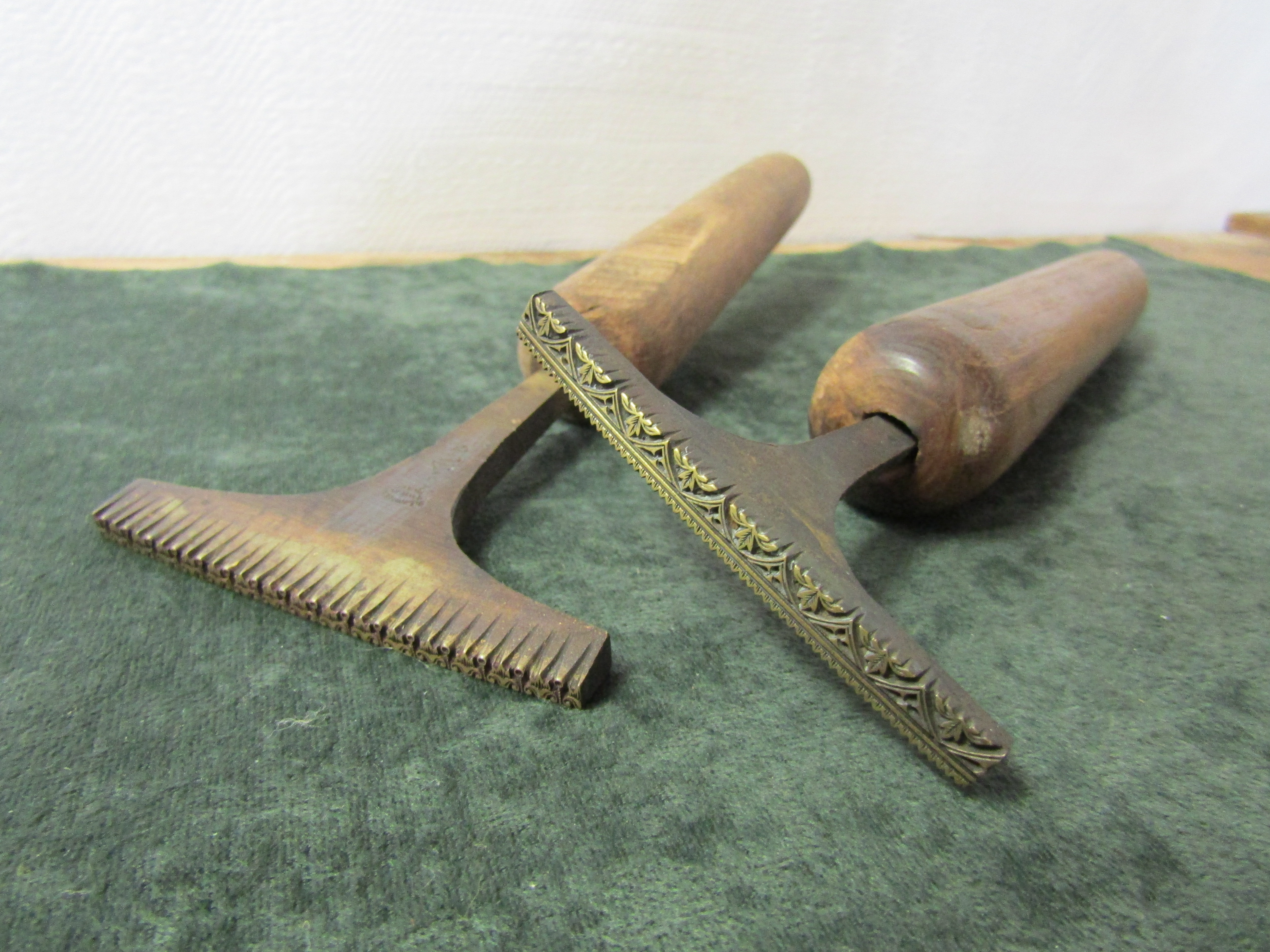
Palettes ornées.
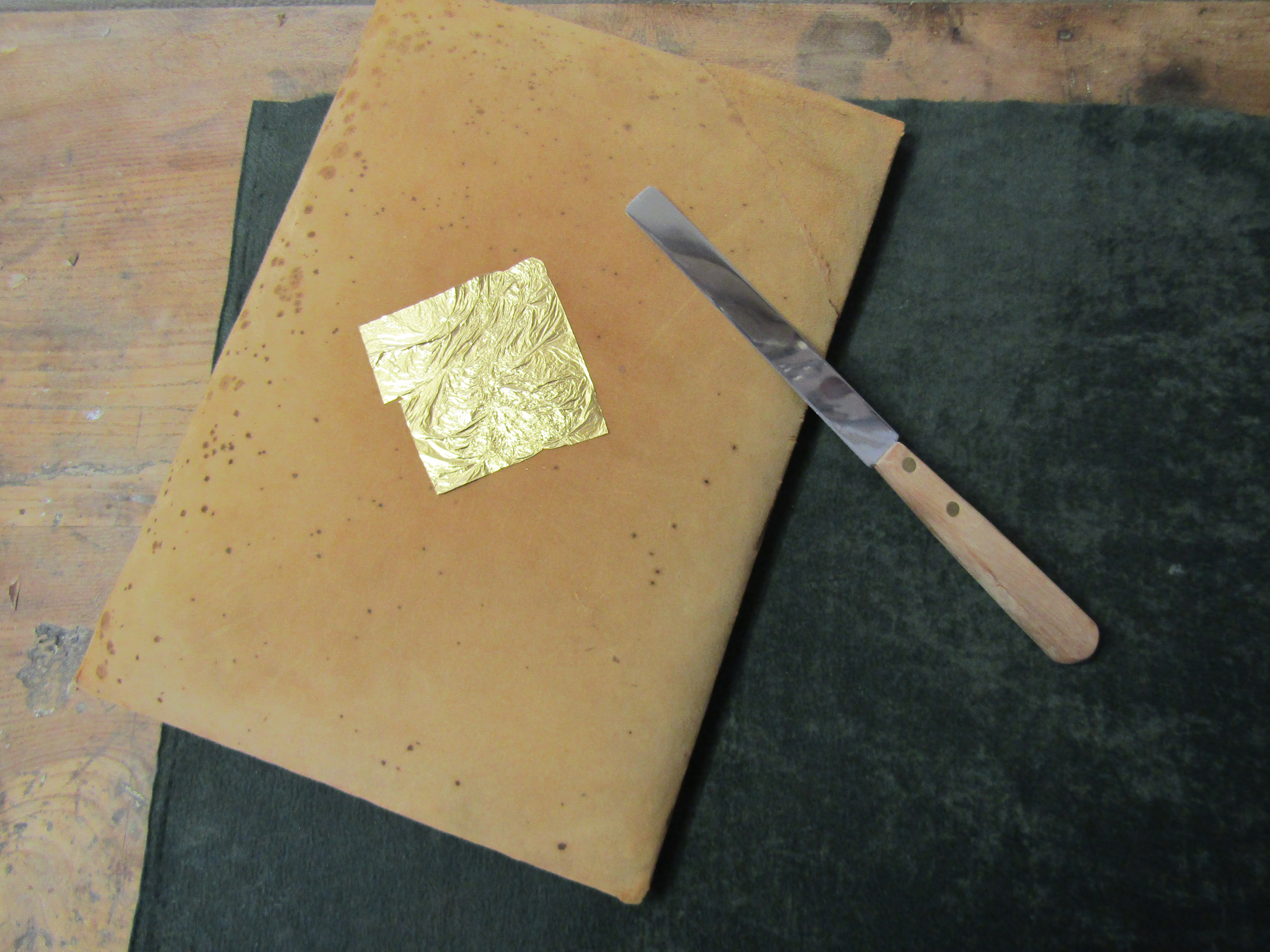
Coussin et couteau à or.
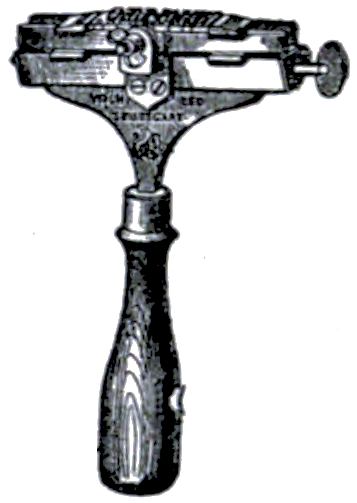
Composteur.
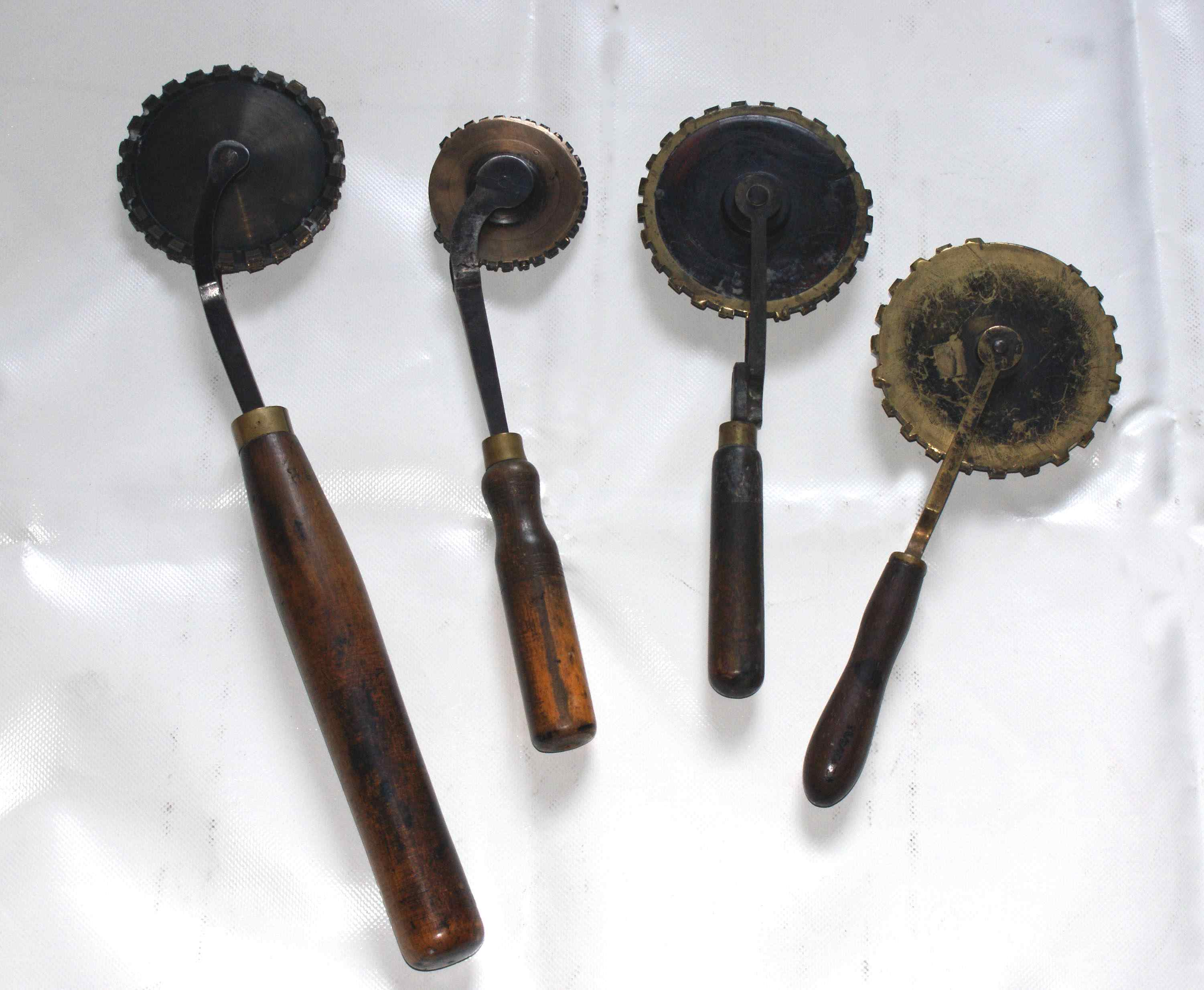
Roulettes ornées.

## Quelques relieurs de renom

### En France
Cette liste non exhaustive présente les principaux relieurs français répertoriés par la bibliothèque nationale de France.
- Renaissance
  - Nicolas Ève
  - Niccoló Franzese
  - Claude Picques
  - Gomar Estienne
  - Étienne Roffet
  - Jean Picard

- XVIIe siècle
  - Le Gascon
  - Florimond Badier
  - Macé et Antoine Ruette
  - Clovis Ève

- XVIIIe siècle
  - Pierre-Joseph Bisiaux
  - Antoine Michel Padeloup
  - Luc-Antoine Boyet
  - Nicolas-Denis Derome
  - Pierre-Paul Dubuisson
  - Louis-François Lemonnier
  - François Paul Bradel

- XIXe siècle
  - Jean-Claude Bozerian
  - François Bozerian

## Formations

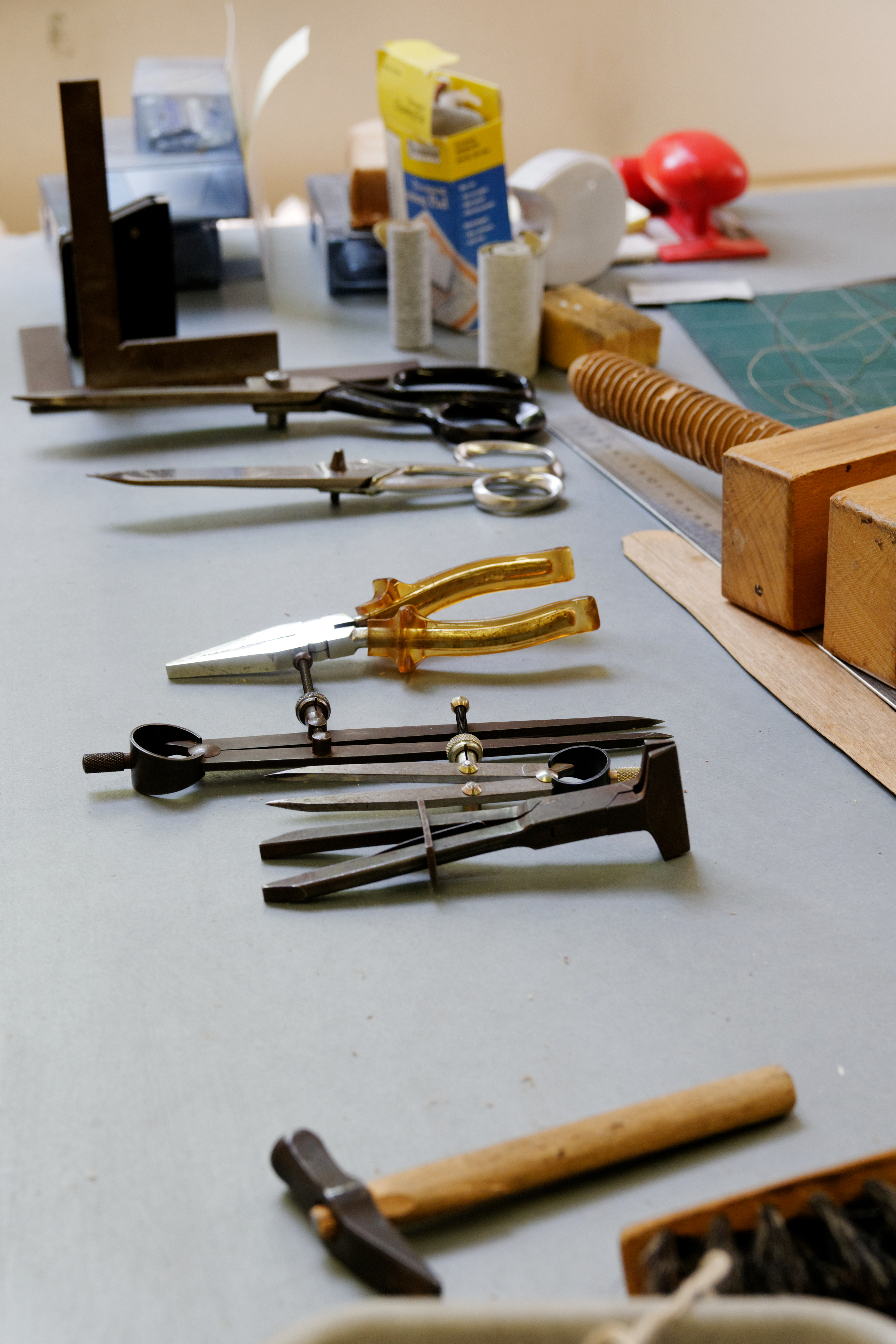
Dans l'atelier de reliure de la bibliothèque Sainte-Geneviève à Paris.

### Belgique
- La Cambre (école), Bruxelles
- Institut Diderot, Bruxelles

### France
- CAP Arts de la reliure : en deux ans après la troisième, ou en un an après le baccalauréat.
- BMA (Brevet des métiers d'art) Arts de la reliure et de la dorure : en deux ans après le CAP Arts de la reliure.
- Les titulaires d'un CAP Arts de la reliure et de la dorure peuvent également préparer un DN MADE (Diplôme des Métiers d'Art et du Design[14], anciennement DMA) reliure-dorure à l'École Estienne. Le DN MADE est directement accessible après un Bac Arts Appliqués, ou des études d'arts[réf. souhaitée].

Le CAP et le BMA se préparent tous deux au lycée professionnel Tolbiac à Paris ou au lycée Paul-Cornu à Lisieux.

## Le métier de relieur dans la littérature
- Cœur d'encre de Cornelia Funke, 2004 (le personnage de Mortimer est relieur-restaurateur de livres anciens)
- La Relieuse du gué de Anne Delaflotte Mehdevi, 2008